# جورج قدیس و اژدها

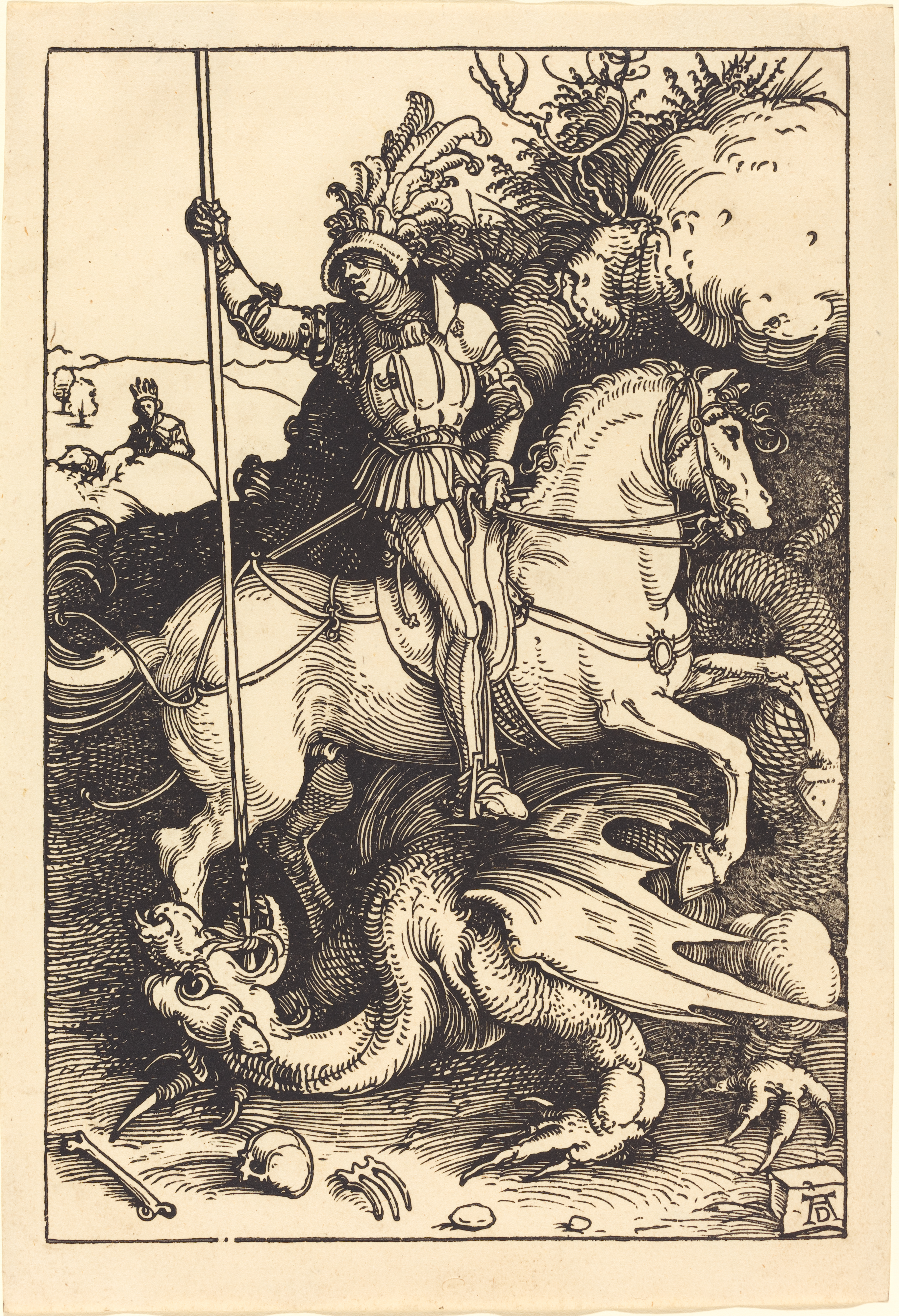
سنت جورج قاتل اژدها ، اثر چوبی از آلبرشت دورر (4/1501).

افسانه سنت جورج و اژدها از سنت جورج (درگذشت 303) می گوید که اژدها را که خواستار قربانی های انسانی بود،به قتل رساند. بدین ترتیب جرج مقدس، شاهزاده خانم انتخاب شده بعنوان قربانی بعدی اژدها را نجات می دهد. این روایت برای اولین بار در کاپادوکیه در اولین منابع قرن یازده و دوازده میلادی تنظیم شده بود، اما در افسانه طلایی قرن سیزدهم به لیبی منتقل شد. 
در روز چهارم مه عید سنت جورج وقتی زنگ نیمه شب نواخته می شود  
این داستان دارای خاستگاهی پیش از مسیحیت (جیسون و مده آ، پرسئوس و آندرومدا، تایفون، و غیره) بوده،  و در زندگی قدیسان مختلف و قبل از انتساب آن به سنت جورج ثبت شده است. این امر به ویژه در قرن 9 و 10 به سنت تئودور تیرو منسوب شد و اولین بار در قرن یازدهم به سنت جورج منتقل شد. 
قدیمی ترین سابقه شناخته شده سنت جورج در حال کشتن اژدها در متن گرجی قرن یازدهم یافت می شود.  افسانه و نمادنگاری به سرعت در حوزه فرهنگی بیزانس در قرن دوازدهم گسترش یافت. این شیوه به مسیحیان غربی در قرن دوازدهم و از طریق جنگهای صلیبی رسید. شوالیه های جنگ صلیبی اول معتقد بودند که سنت جورج، همراه با پیروان خود قدیسین نظامی دمتریوس، موریس و تئودور، در کنار آنها در انطاکیه و اورشلیم مبارزه کرده بود. این افسانه بر اساس نسخه های لاتین در Speculum Historiale و افسانه طلایی در قرن سیزده در سُنت غربی رواج یافت. در ابتدا این افسانه محدود به تنظیم ادبی عاشقانه های جوانمردی بود، در قرن سیزدهم میلادی رواج یافت و در قرون وسطا و رنسانس به عنوان سوژه ادبی و تصویری مورد توجه قرار گرفت و به بخشی جدایی ناپذیر از سنتهای مسیحی مربوط به سنت جورج در هر دو سنت شرقی و غربی تبدیلدل شد. 

## خاستگاه

### پیش از مسیح
نمادنگاری مقدسین نظامی تئودور، جورج و دیمیتریوس به عنوان سوارکارها، ادامه مستقیم نمادنگاری از نوع " اسب سوار تراکی " در دوره روم است. به نظر می رسد که نماد اژدها از مار خارج می شود که از یک سو "درخت زندگی" را به هم می <i id="mwOQ">آمیزد</i>، و با استاندارد <i id="mwOQ">دراکو</i> که از سوی دیگر سواره نظام رومی مورد استفاده قرار می گرفت. اسبهای سوار بر مارها و گرازها به طور گسترده در ستارگان دوران رم به یادبود سربازان سواره نظام حضور دارند. حجاری از کروپاک، صربستان، آپولو و آسکلپیوس را به عنوان سوارکارهای کروپاک به تصویر می کشد، علاوه بر این مار که در اطراف درخت پیچیده شده است. شیوه دیگر، Dioscuri را به عنوان اسب سواران کروپاک در هر دو طرف درخت مار به نمایش می گذارد، و گره های آنها را نیز می کشد. 
 

توسعه روایت حقیقی از جنگ اژدها به موازات پیشرفت نمادنگاری است که از افسانه های اژدها قبل از مسیحی ترسیم می شود. نسخه قبطی افسانه سنت جورج، ویرایش شده توسط EA Wallis Budge در سال 1888، و توسط Budge تلقی می شود که بر اساس منبعی از قرن 5 یا 6 ایجاد شده باشد، "فرماندار دادیانوس" را نامیده شد. Budge این اسطوره را به داستانهای پیش از مسیحیت نسبت می دهد، 
 من شک دارم که بیشتر داستانهای سنت جورج چیزی بیش از یکی از نسخه های متعدد داستان قدیمی دنیای درگیری بین نور و تاریکی یا Ra و Apepi و Marduk و Tiamat باشد که بر روی چند موضوع باریک بافته شده است. واقعیت تاریخی تیامات، اژدهای فلس دار، بالدار، ناپاک، و آپپی دشمن قدرتمند سونگود باشکوه، هر دو نابود شدند و در آتشی که او علیه آنها و کینه هایشان فرستاده بود هلاک شدند و دادیانوس نیز "اژدها" خوانده دوستان وی که شصت و نه فرماندار بودند، با آتش سوزی که با دعای مقدس سنت جورج از زمین فرو رفته بود، نابود شدند.  به انتظار نمادنگاری سنت جورج ، اولین بار در دهه 1870 ، یک فنر سنگی قبطی نشان داده شده که یک چهره سرخدار شاهین را در حال جنگیدن با یک تمساح نشان می دهد، که توسط لوور به تعبیر هوروس به قتل هوروس به عنوان قتل دگرگون شده ستکه نشان داده شده است .  

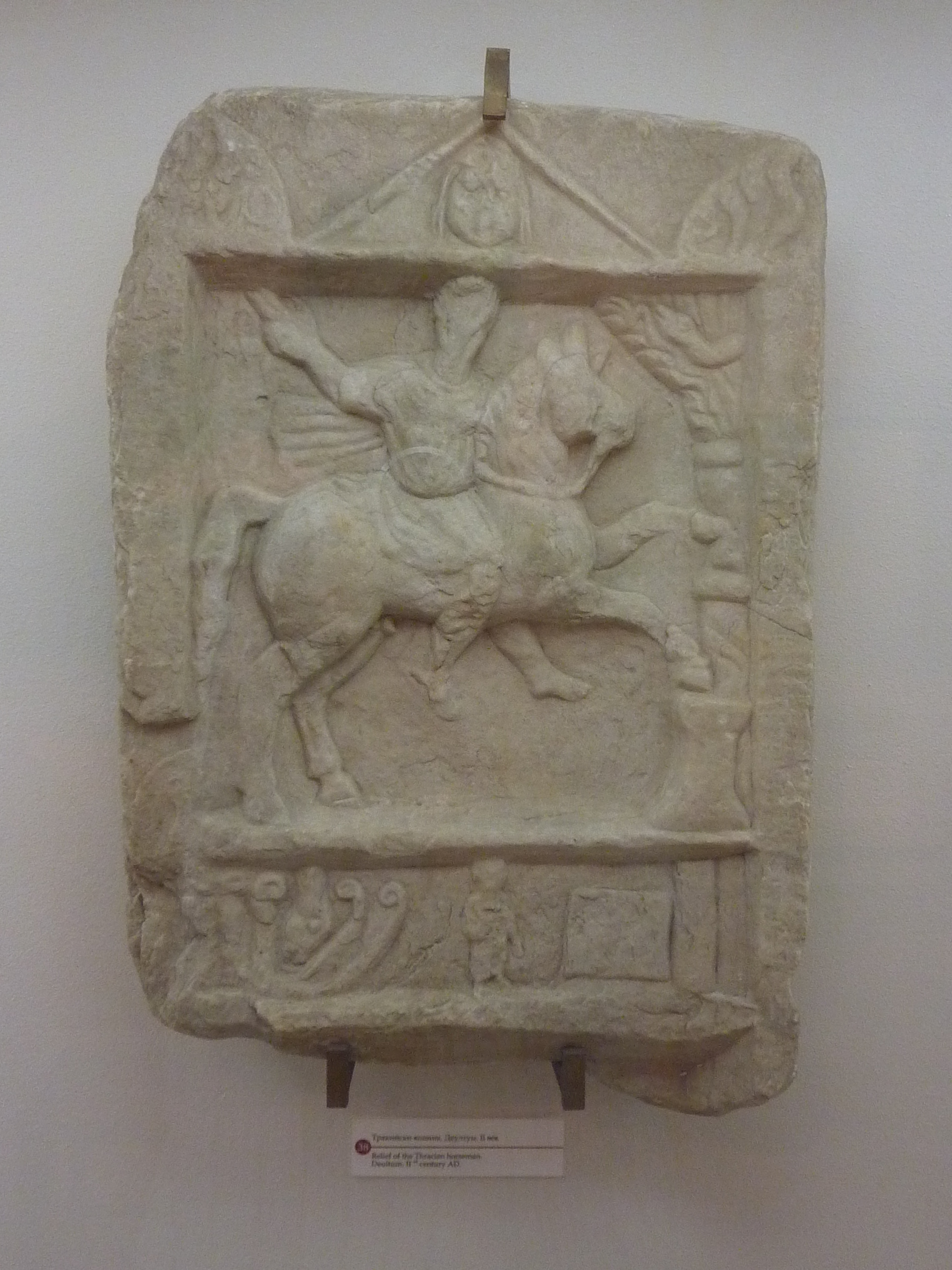
اسب سوار تراکیایی با درخت درهم تنیده مار (قرن 2)
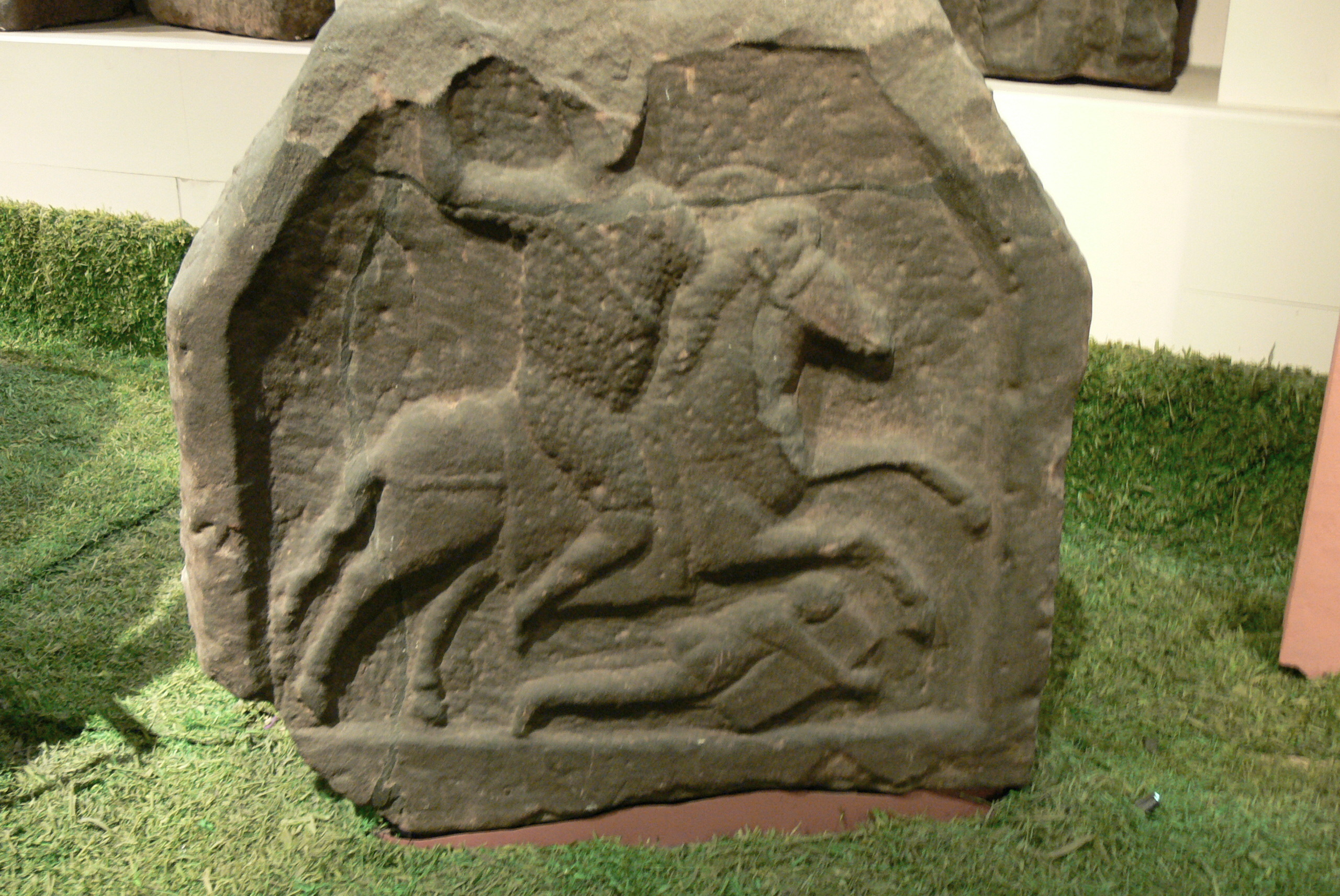
تسکین خاکسپاری یک سوارکار رومی در زیر پا گذاشتن یک جنگجوی بربری (قرن 4 یا 5)
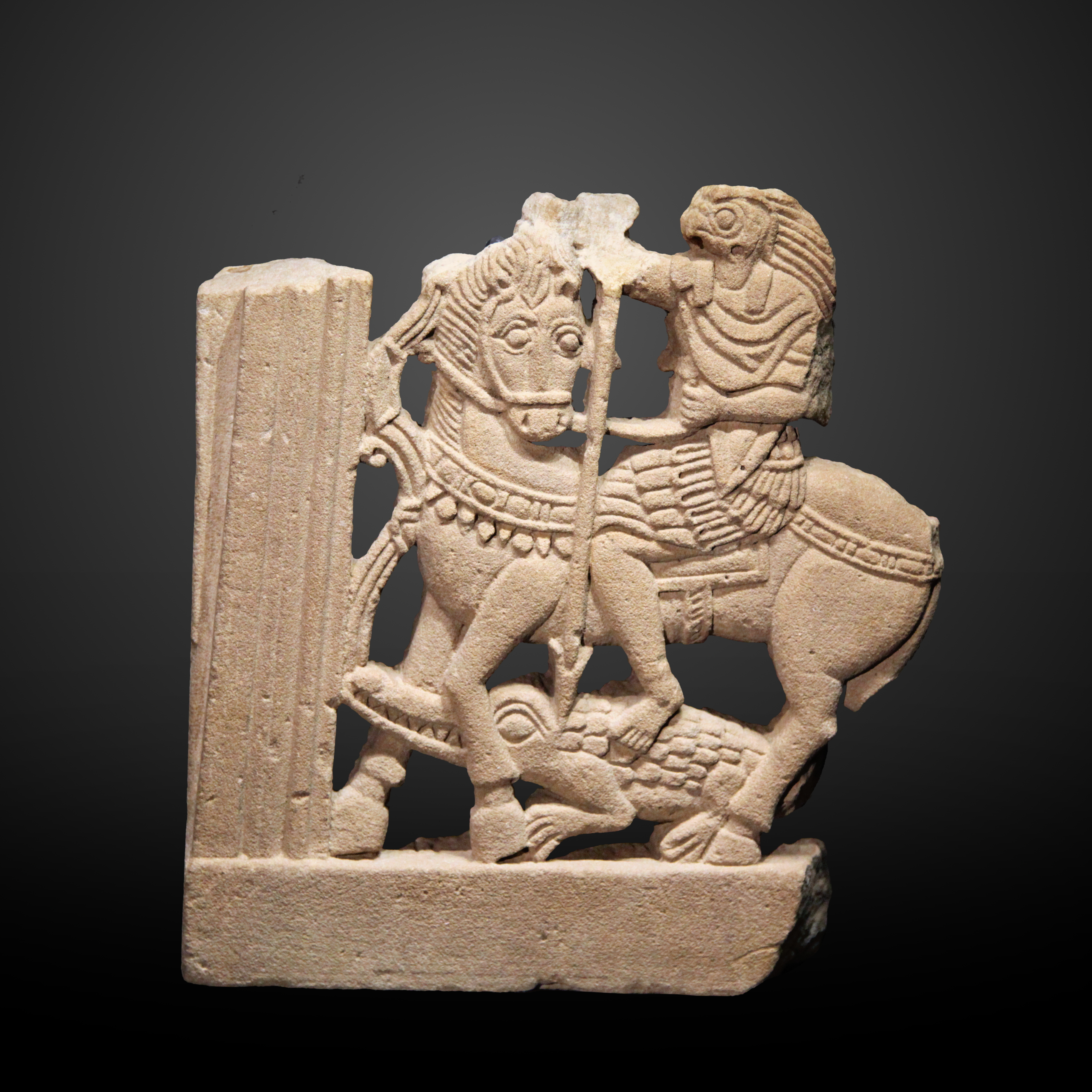
Fenestrella توسط موزه لوور به عنوان تفسیر هروس سوار بر اسب اسپرینگ مجموعه به شکل یک تمساح (قرن 4).

### نمادنگاری مسیحی
تصویرهایی از "مسیح مبارز" که پای یک مار را زیر پا گذاشته است، در هنر مسیحی اواخر قرن پنج یافت می شود. نمادنگاری اسب سوار با نیزه برای غلبه بر شر در اوایل دوره قرون وسطایی رایج می شود. نمادهای نمادین تئودور مقدس به عنوان کشنده اژدها متعلق به اوایل قرن هفتم، مسلماً در اوایل قرن دهم (قدیمی ترین تصویر خاص از تئودور به قتل اژدها در Aghtamar ، مورخ 920) است.  از تئودور گزارش شده که اژدها را در نزدیک اوچایتا در افسانه ای جوانتر از اواخر قرن نهم نابود کرده است. تصورات اولیه از یک اسب سوار که یک اژدها را می کشد بعید است که نمایانگر جورج مقدس باشد، که در قرن دهم به عنوان قاتل یک چهره انسانی به تصویر کشیده شد، نه یک اژدها. 

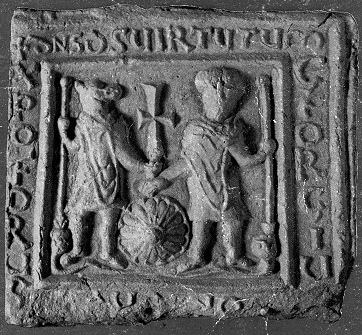
نماد سرامیکی وینیکا از کریستوفر و جورج به عنوان اژدها-کش

اولین تصویر از تئودور مقدس به عنوان یک اسب سوار (که به لاتین نامگذاری شده است) از وینیکا، مقدونیه شمالی است و در صورت اصیل، مربوط به قرن ششم یا هفتم است. در اینجا، تئودور در حال کشتن اژدها نیست، بلکه دارای یک پرچم <i id="mweA">دراکو</i> است. یکی از آیکون های وینیکا همچنین دارای قدیمی ترین نماد از جورج مقدس با یک اژدها: جورج مخفف علاوه بر cynocephalous کریستوفر مقدس، هر دو قدیس در حال لگدمال نمودن مارهایی با سر انسان هستند و در عین حال با سر آنها را با نیزه مورد هدف قرار داده اند. 

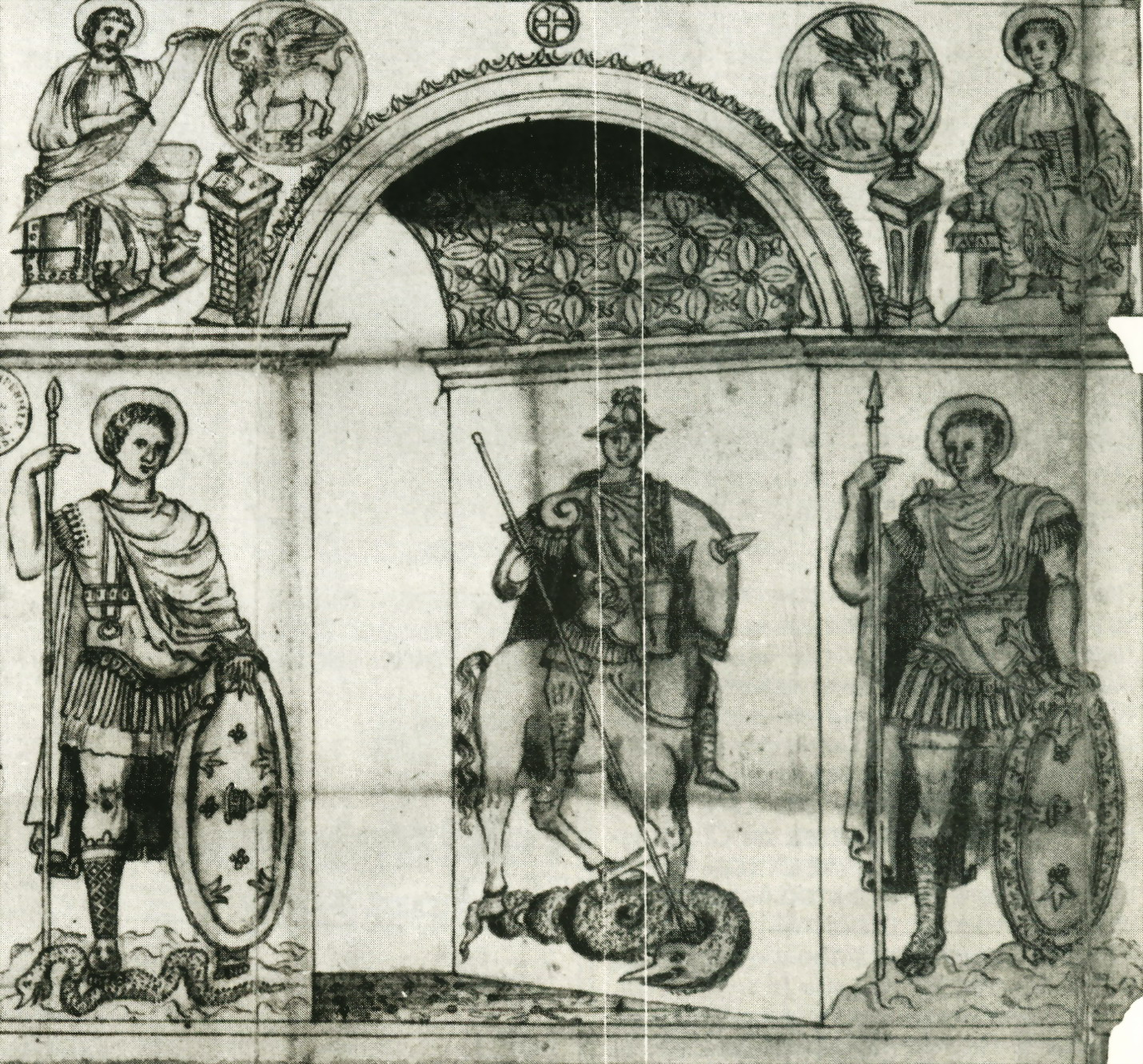
نقاشی قرن 17 از Arcus Einhardi

در غرب یک تصویر کارولیناییایی از یک اسب سواری رومی را زیر پا گذاشته و سوراخ کردن اژدها بین دو قدیس سرباز با لنس و سپر را بر روی پای یک سنگ مرمر سنگین قرار داده بود، که قبلاً در خزانه داری باسیلکا از سنت Servatius در ماستریخت (گم شد از قرن 18th. ) نمایندگی در یک نقاشی قرن 17 ، اکنون در Bibliothèque Nationale de France در پاریس زنده مانده است. 

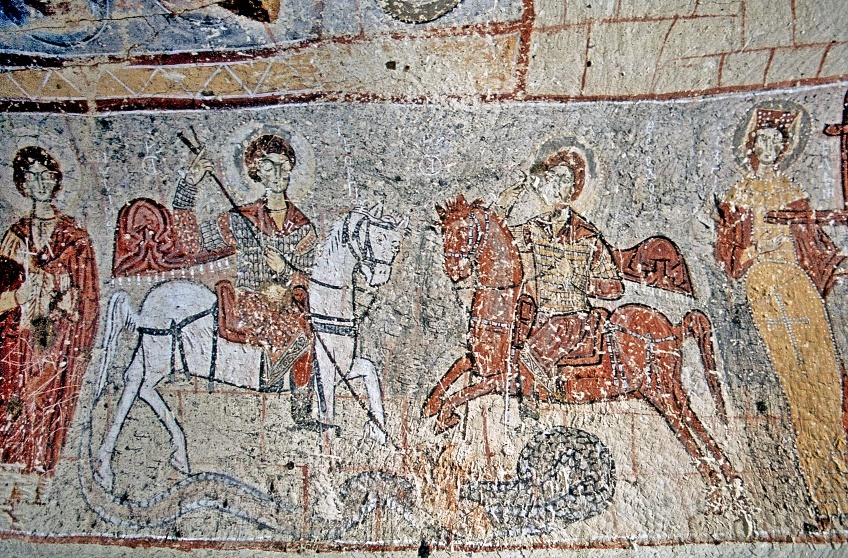
نقاشی دیواری Yılanlil Kilise از مقدسین تئودور و جورج که اژدها را می کشند

"مسیحی سازی" از نماد نگارگری اسب اسب تراکی را می توان در کلیساهای غار کاپادوکیایی گورم ردیابی کرد ، جایی که نقاشی های نقاشی قرن 10th ، مقدسین نظامی را بر روی اسب نشان می دهد که روی اسب ها با یک ، دو یا سه سر مقابله می کنند. یکی از اولین نمونه ها از کلیسایی است که به نام Mavrucan 3 معروف است ( Güzelöz, Yeşilhisar ) ، عموماً متعلق به قرن 10 ،  که دو "سوارکار مقدس" را با مقابله با دو مار که در اطراف یک درخت پیچیده بودند به تصویر می کشد ، در یک موازی قابل توجه با استوار Dioskuroi ، به جز اینکه سواران اکنون به مار حمله می کنند. "درخت زندگی" به جای گراز. در این مثال ، حداقل ، به نظر می رسد که دو مار با سرهای جداگانه وجود دارد ، اما نمونه های دیگر کپادوکیای قرن دهم مارهای چندشکلی را نشان می دهد.  نقاشی دیواری ضعیف در Yılanlı Kilise ("کلیسای مار") که دو قدیس تئودور و جورج را که به اژدها حمله می کنند به تصویر می کشد ، به صورت آزمایشی به قرن 10 ، یا در عوض حتی تا اواسط 9th مورخ است.    
نمونه مشابه، اما نشان دادن سه قدیس سوارکار، دیمیتریوس ، تئودور و جورج، از کلیسای "Zoodochos Pigi" در مقدونیه مرکزی در یونان، در بخش Kilkis، در نزدیکی دهکده جدید Kolchida، مربوط به قرن نهم یا دهم است. 
یک تصویر از قرن دوازدهم اژدها-کش، که احتمالاً تئودور را به تصویر می کشد، نه جورج، در چهار صفحه موکارنا در شبستان Cappella Palatina در پالرمو یافت شده است. 

### تغییر قهرمان به جورج قدیس

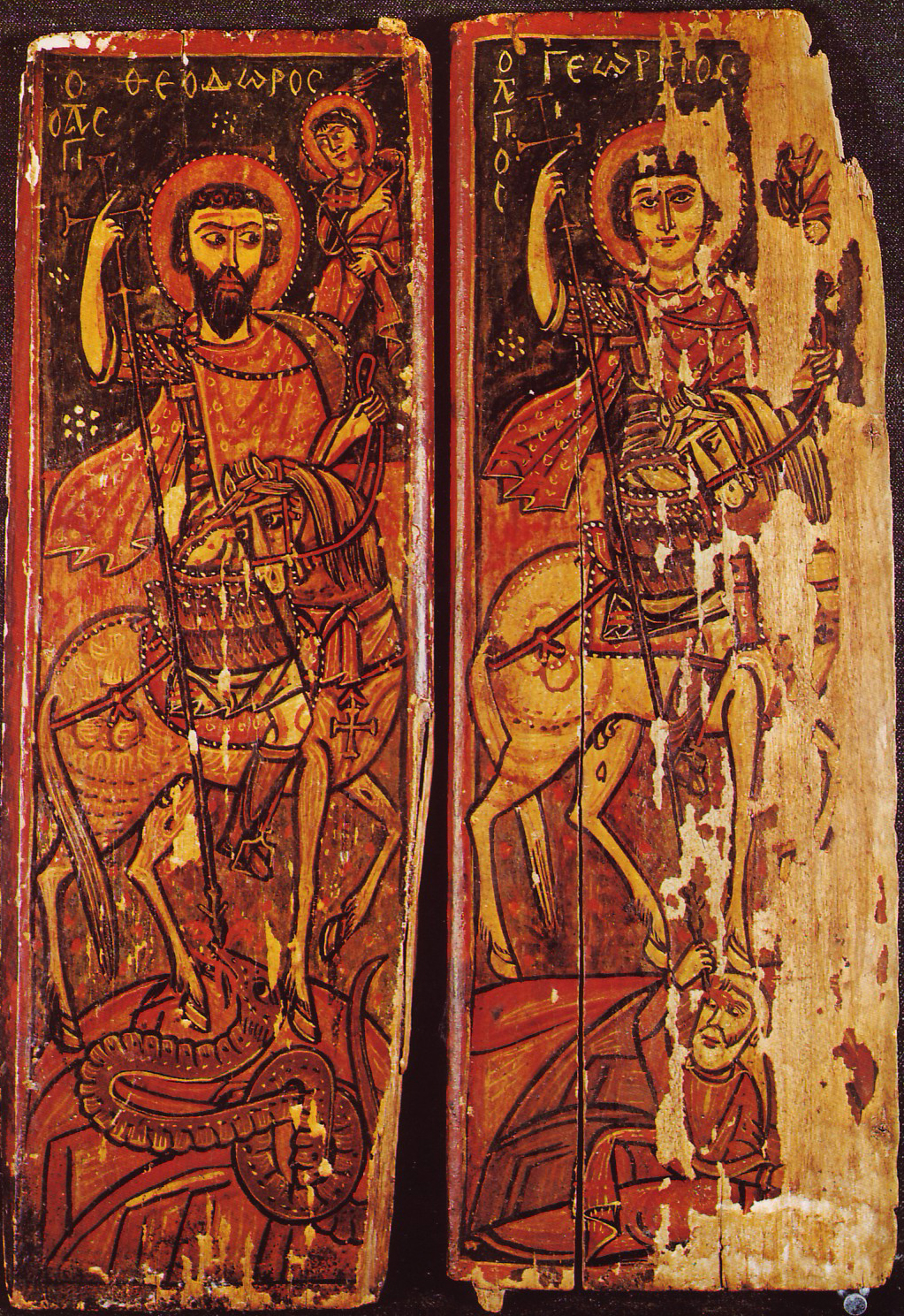
تئودور و جورج در کنار هم به عنوان قهرمانان سوار نشان داده می شوند. تئودور اژدها و جورج دشمن انسانی را می کشد. صومعه سنت کاترین ، سینا، قرن 9 یا 10

نقش اژدها از سرباز قدیس، تئودور تیرو به افسانه جورج قدیس تغییر وضعیت داد. 
تغییر نماد اژدها از تئودور یا تئودور و جورج طبق نظر "دیوسکوروی" به جورج به تنهایی، برای اولین بار در اوایل قرن یازدهم اتفاق افتاده است.  قدیمی ترین تصاویر خاص از جورج قدیس در حال نبرد با مار هنوز در کپادوشیا یافت می شود. 

## افسانه طلایی
در نسخه مشهور شده از Aure Legenda Jacobus da Varagine ( افسانه طلایی ، 1260s) ، قسمت روایت سن جورج و اژدها در جایی اتفاق افتاد که وی به نام "Silene" در لیبی اتفاق افتاد.  
سیلن در لیبی به یک اژدهای زهرآگین اشاره می کند که پس از تسخیر اطراف شهر حوضچه آن را مسموم می کند. برای جلوگیری از تأثیر آن بر خود شهر، مردم آن روزانه دو گوسفند، سپس یک مرد و یک گوسفند و سرانجام فرزندان و جوانان خود را که با قرعه کشی انتخاب شده بودند، پیش کش می کردند. یک بار قرعه به دختر شاه افتاد. پادشاه همه طلا و نقره خود را برای نجات دخترش ارائه داد. مردم امتناع کردند دختر به دریاچه فرستاده شد تا غذای اژدها شود. 
جورج قدیس به طور اتفاقی به محل رسید. شاهزاده خانم سعی کرد او را از آنجا دور کند، اما او عهد کرد که بماند. اژدها در حالی که آندو مشغول گفتگو بودند از حوضچه بیرون آمد. جورج علامت صلیب را ساخت و آن را بر اسب سوار کرد، و آن را با طعمه خود به طور جدی زخمی کرد.  او سپس از شاهزاده خواست تا کمربند خود را به سمت او پرتاب کند، جورج آن را دور گردن اژدها انداخت. در این هنگام اژدها مانند یک جانور رام به دنبال شاهزاده حرکت کرد. 
شاهزاده خانم و جورج اژدها را به سمت شهر سیلن هدایت کردند، جایی که جمعیت را به وحشت انداخت. سنت جورج پیشنهاد کرد اگر اذعان کنید مسیحی شوند و تعمید شوند، اژدها را به قتل می رساند. پانزده هزار مرد از جمله پادشاه سیلن به مسیحیت گرویدند.  جورج سپس اژدها را به قتل رساند، آن را با شمشیر خود سرخ کرد و جسد را بر روی چهار قلاده گاو از شهر بیرون آوردند. پادشاه کلیسایی را به مقدسات مریم باکره و سنت جورج در محلی ساخت که اژدها مرده بود و چشمه ای از محراب آن با آب جاری شد که همه بیماری را درمان می کرد.  فقط نسخه ی لاتین شامل قدیس است که قبل از کشتن با شمشیر ، اژدها را با نیزه می کشد. 
روایت افسانه طلایی منبع اصلی داستان جورج مقدس و اژدها است که در اروپای غربی بدست آمده است، و بنابراین برای سنت جورج به عنوان قدیس حامی انگلیس مرتبط است. شاهزاده خانم در نسخه " افسانه طلایی" بی نام مانده است، و نام "صبرا" توسط " ریچارد جانسون" نویسنده دوره الیزابتان در هفت قهرمان مسیحیان (1596) تهیه شده است. این افسانه، دوباره به عنوان شاهزاده خانم مصر احیا می شود.   در این اثر افسانه ای جدید جورج قدیس با صبرا ازدواج می کند ،  که یکی از فرزندان انگلیسی حاصل از این ازدواج گای وارویک است.  نام های جایگزین که در منابع ایتالیایی هنوز به قرن سیزدهم به شاهزاده خانم داده می شود کلولیندا و آیا هستند . 

## نمادنگاری

### نمادنگاری قرون وسطایی

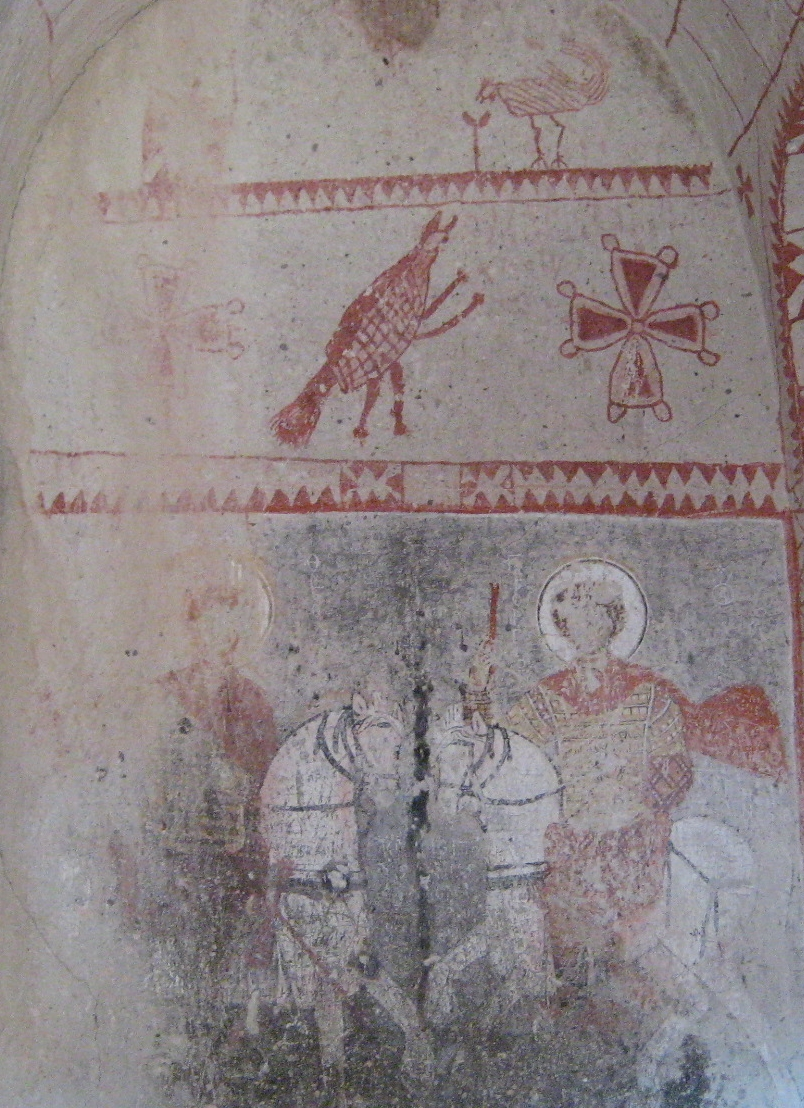
مقدسین جورج و تئودور با اسب کشته شدن اژدها ، نقاشی دیواری در کلیسای سنت باربارا در گورم ، کپادوکیا. این تصویر متعلق به اوایل قرن یازدهم ، به عنوان قدیمی ترین تصویر شناخته شده از سنت جورج به عنوان اژدها قاتل شناخته شده است.

#### نمادنگاری شرقی
قدیس به سبک یک سواره نظام رومی در سنت " قهرمانان Thracian " به تصویر کشیده شده است. دو نوع اصلی نمادین وجود دارد ، فرم "مختصر" که فقط جورج و اژدها را نشان می دهد و فرم "تفصیلی" نیز شامل شاهزاده خانم و دیوارهای شهر یا برج های لاکیا (لاسیا) با تماشاچیان شاهد معجزه است. نوع "مختصر" در کاپادوکیا ، در قرن 10 تا 11 آغاز شده است (منتقل شده از همان نماد نگاری مرتبط با سنت تئودور تیرو در قرن 9 تا 10). اولین نمونه خاص از شکل "تفصیلی" ممکن است یک نقاشی دیواری از پاونسی باشد (در حدود 1160 م.) ، اگرچه نمونه هایی از آدیشی ، بوخورما و ایکوی ممکن است کمی زودتر باشد. 
نمادنگاری گرجی

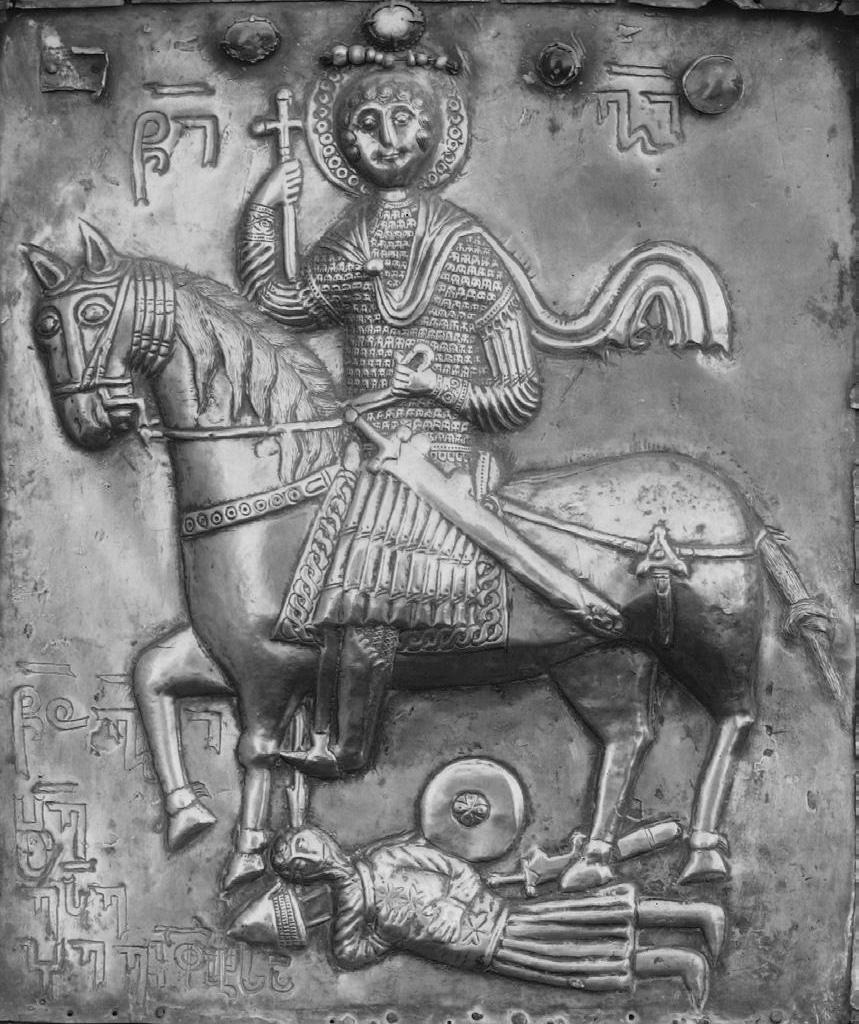
سنت جورج پاراکتی ، گرجستان ، اواخر قرن 10
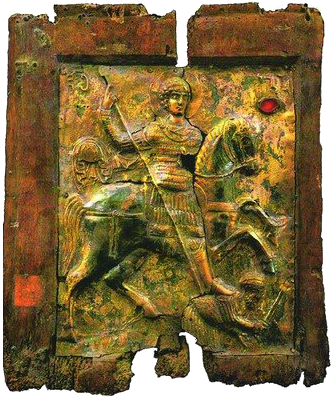
سنت جورج لابچینا ، راچا ، گرجستان، اوایل قرن یازدهم
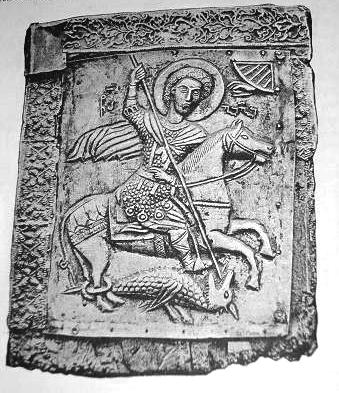
نماد سنت جورج و اژدها از لیخوری ( شهرداری اوزورژتی) ، گرجستان، قرن دوازدهم
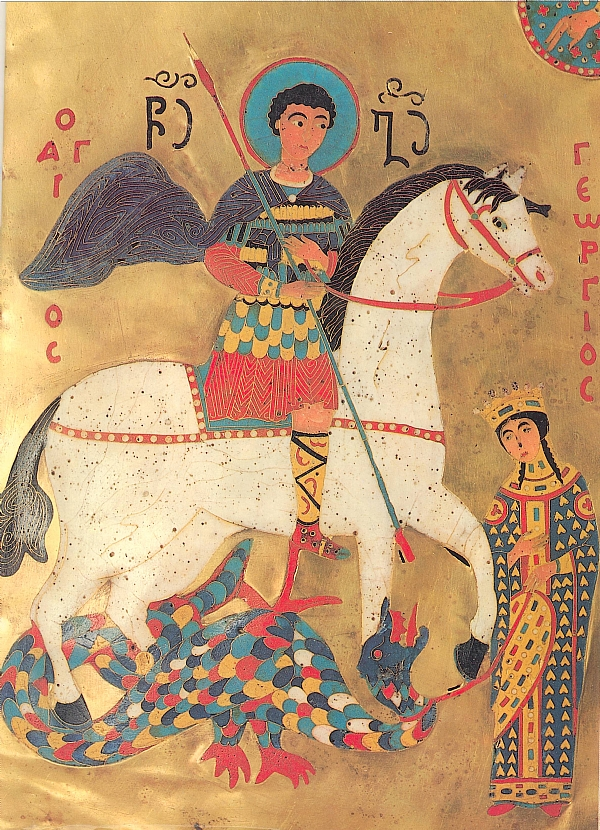
نماد مینای دندان cloisonné گرجستان در قرن 15th

نمادنگاری یونانی

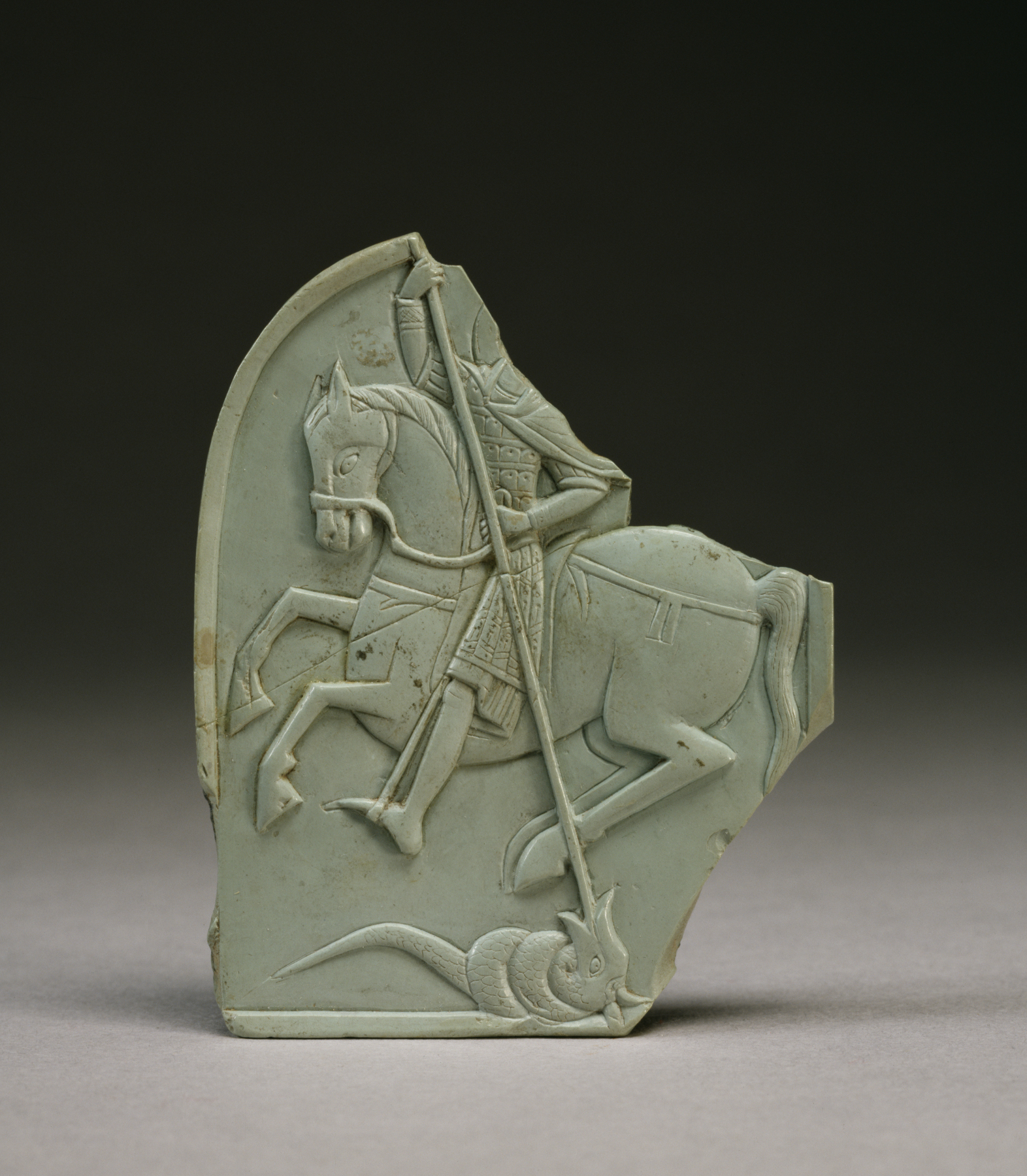
آرامگاه بیزانس سنت جورج و اژدها (steatite) ، قرن دوازدهم
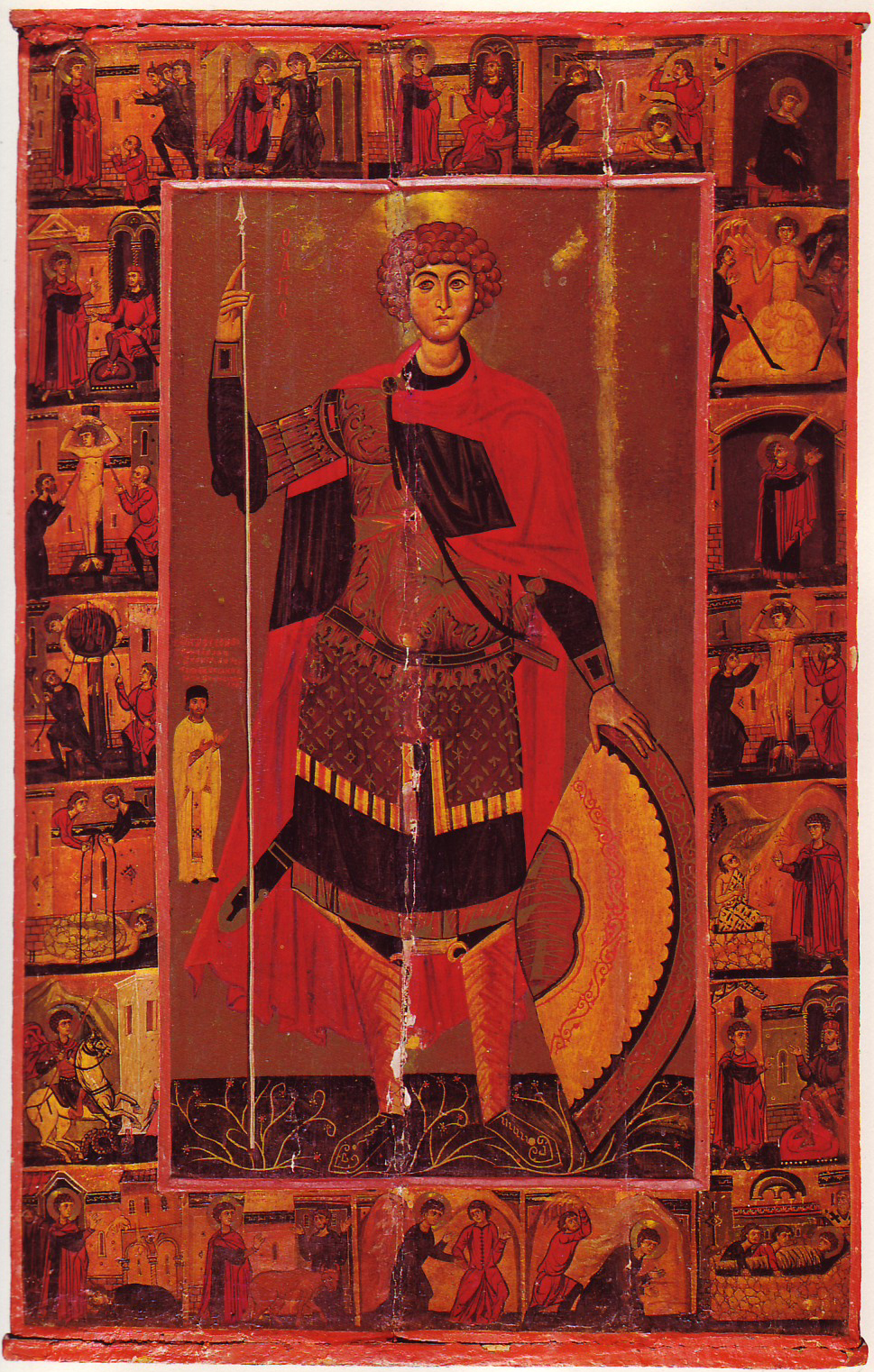
نماد vita Monumental در سینا ، نیمه اول قرن سیزدهم ، احتمالاً توسط یک هنرمند یونانی. قسمت اژدها در یکی از بیست صفحه نمایش داده می شود که زندگی قدیس را به تصویر می کشد.
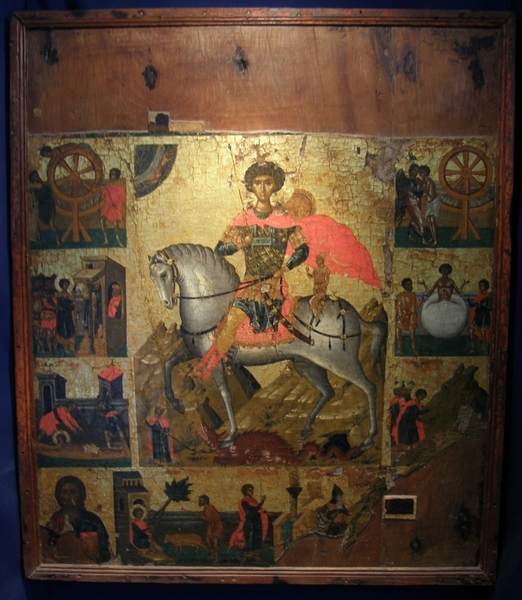
نماد یونانی سنت جورج با جوانان میتیلن ، قرن 15 ، پیرگوس ، سانتورینی.
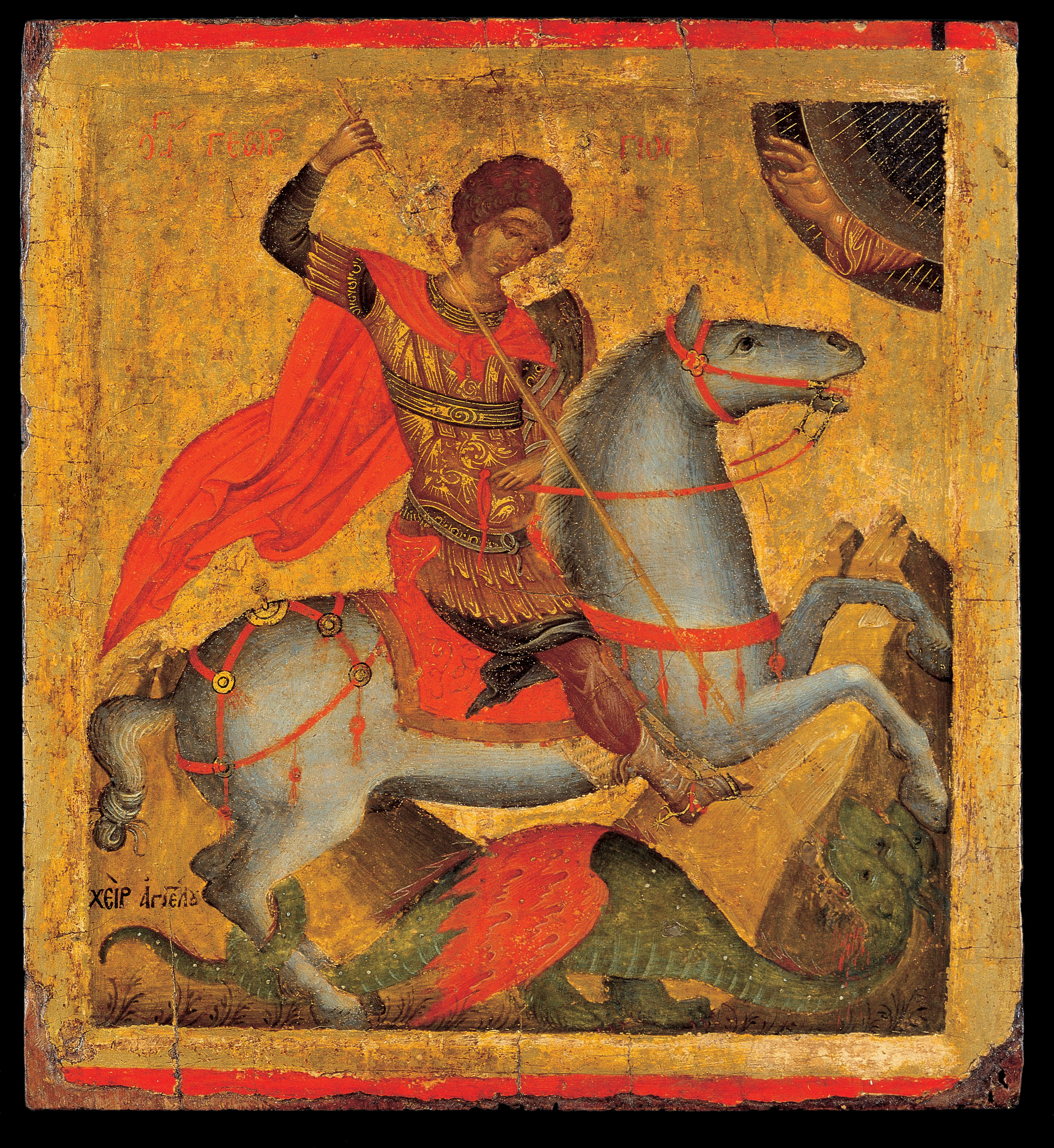
نماد آنجلوس آکوتاندوس ، کرت (نیمه اول قرن پانزدهم)
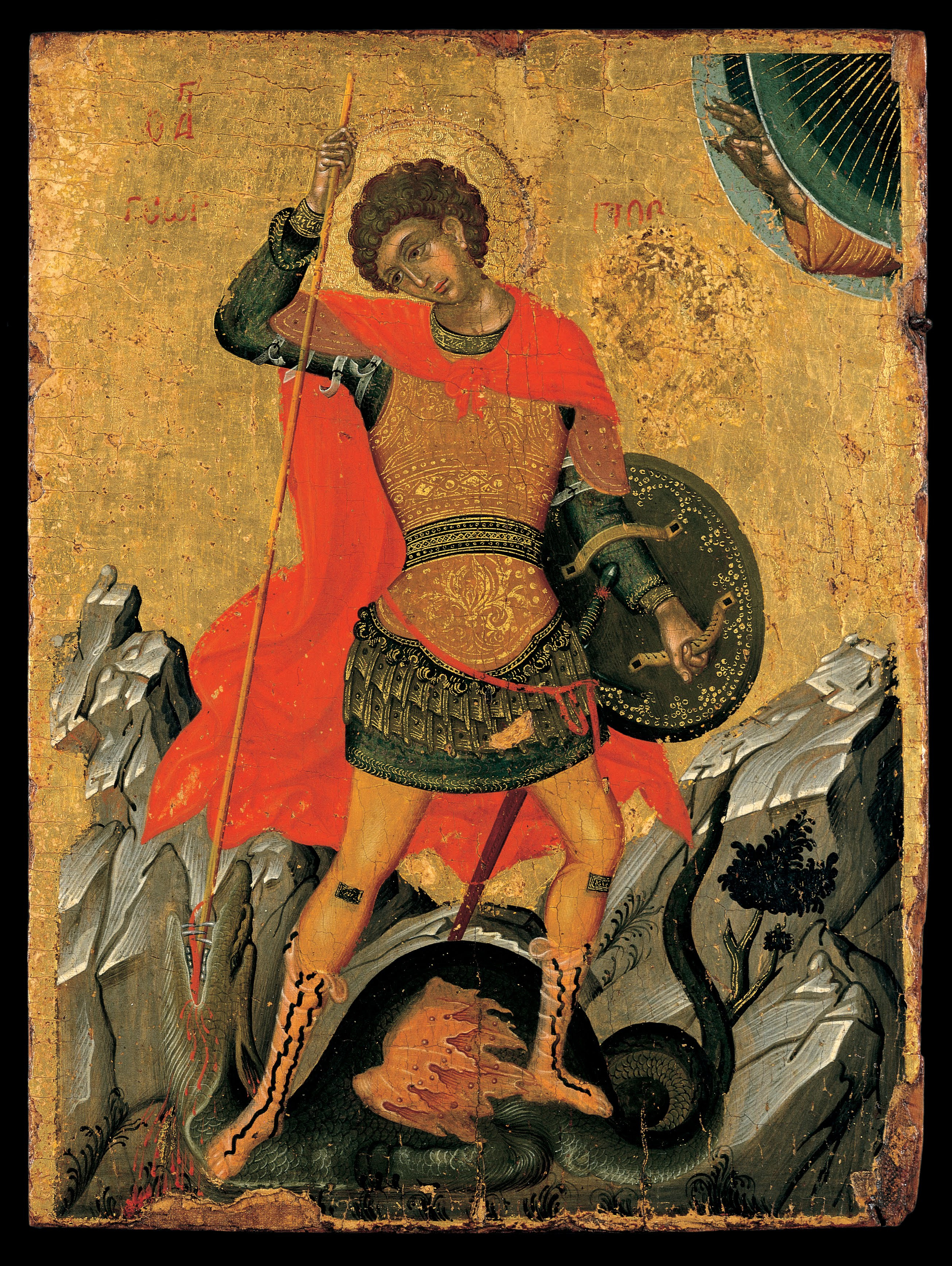
"پیاده" سنت جورج ، کرت ، نیمه دوم قرن پانزدهم
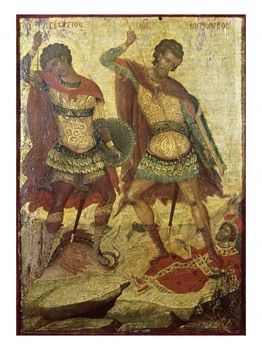
مایکل داماسکینوس (قرن شانزدهم) ، سنت جورج اژدها را کشت ، در کنار سنت مرکوریوس جولیان را به قتل رساند.

نمادنگاری روسی

قدیمی ترین نمونه در روسیه بر روی دیوارهای کلیسای سنت جورج در استارایا لادوگا ، به تاریخ سی. 1167 در سنت روسی ، این نماد به Чудо Георгия о змие ؛ "معجزه جورج و اژدها" قدیس اکثراً بر روی یک اسب سفید نشان داده شده است ، رو به راست ، اما گاهی اوقات بر روی یک اسب سیاه یا سمت چپ.   معمولاً شاهزاده خانم گنجانده نشده است. یکی دیگر از نقوش ، جورج را با اسب جوانی نشان می دهد که در پشت سر او نشسته است. 

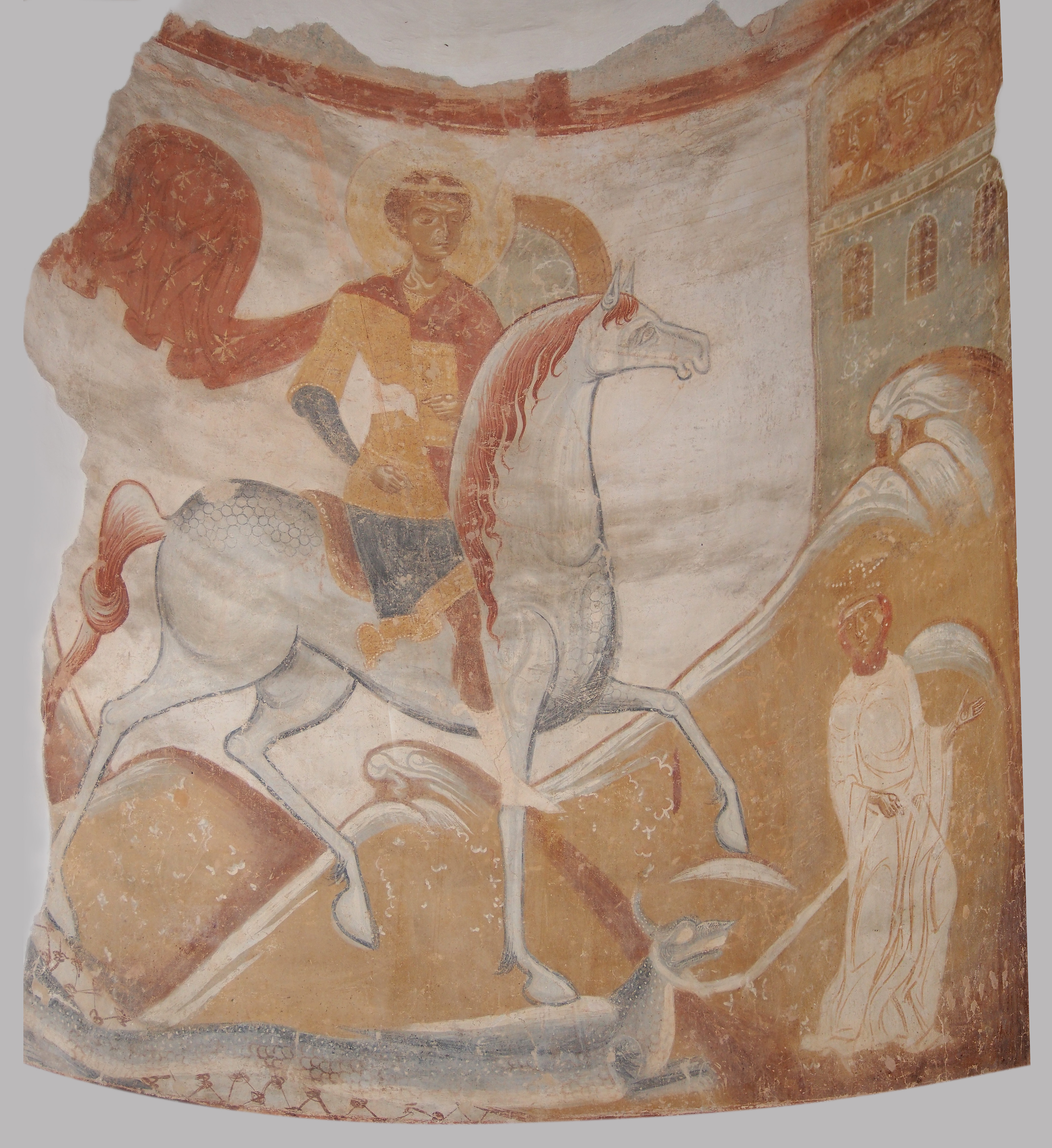
نقاشی اثر نقاشی Staraya Ladoga ، c. 1167
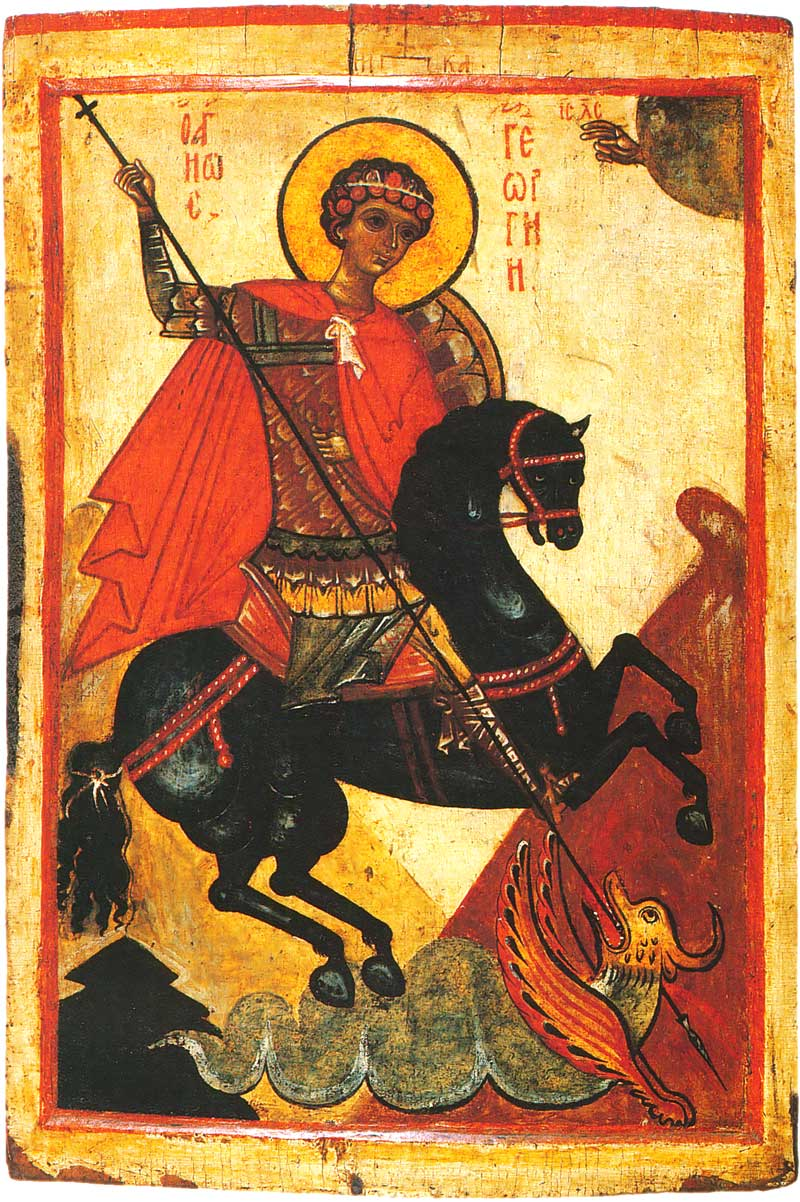
نماد قرن چهاردهم از نوگورود
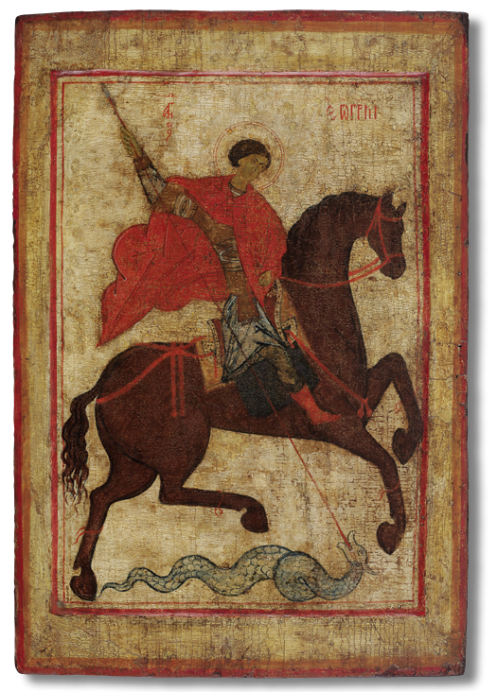
نماد قرن چهاردهم از روستوف
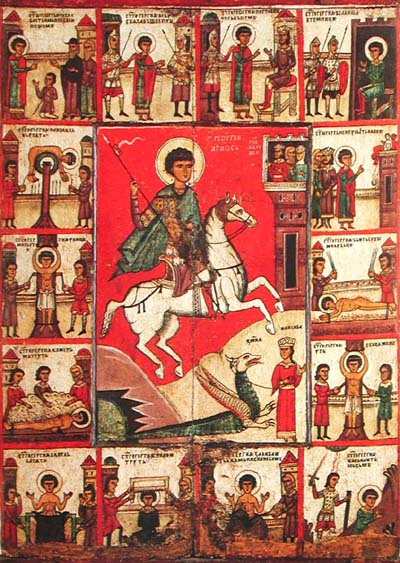
نماد Novgorod vita ، قرن 14th؛ تصویربرداری اژدها "دقیق" پانل مرکزی را می گیرد.
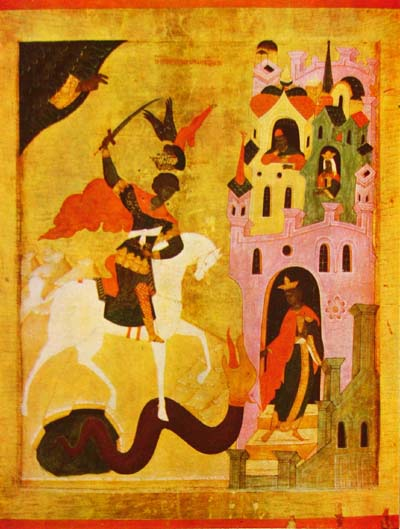
نماد روسی از نوع "دقیق" ، مسکو ، اوایل قرن 15
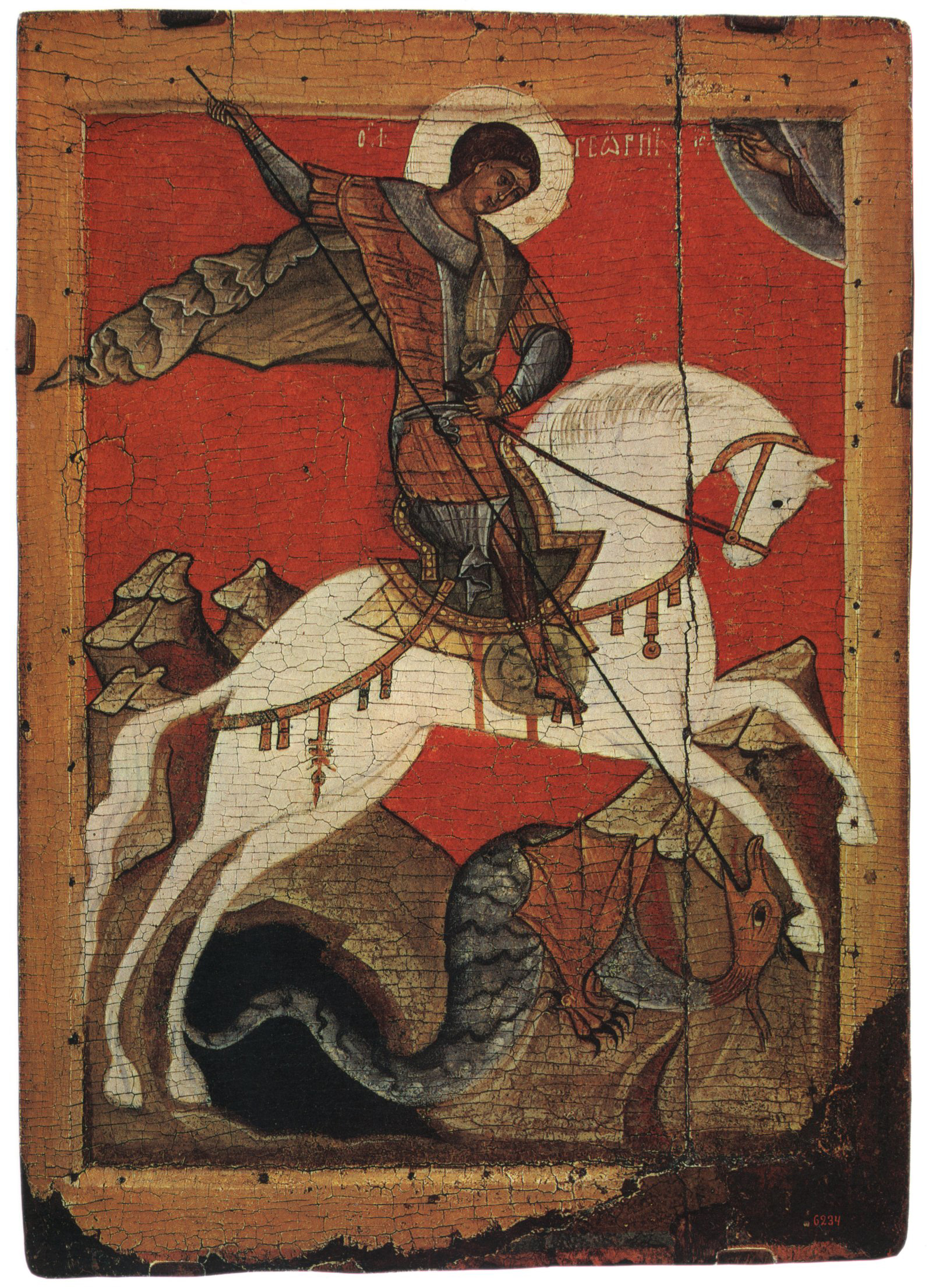
نماد نوگورود ، اواخر قرن 15
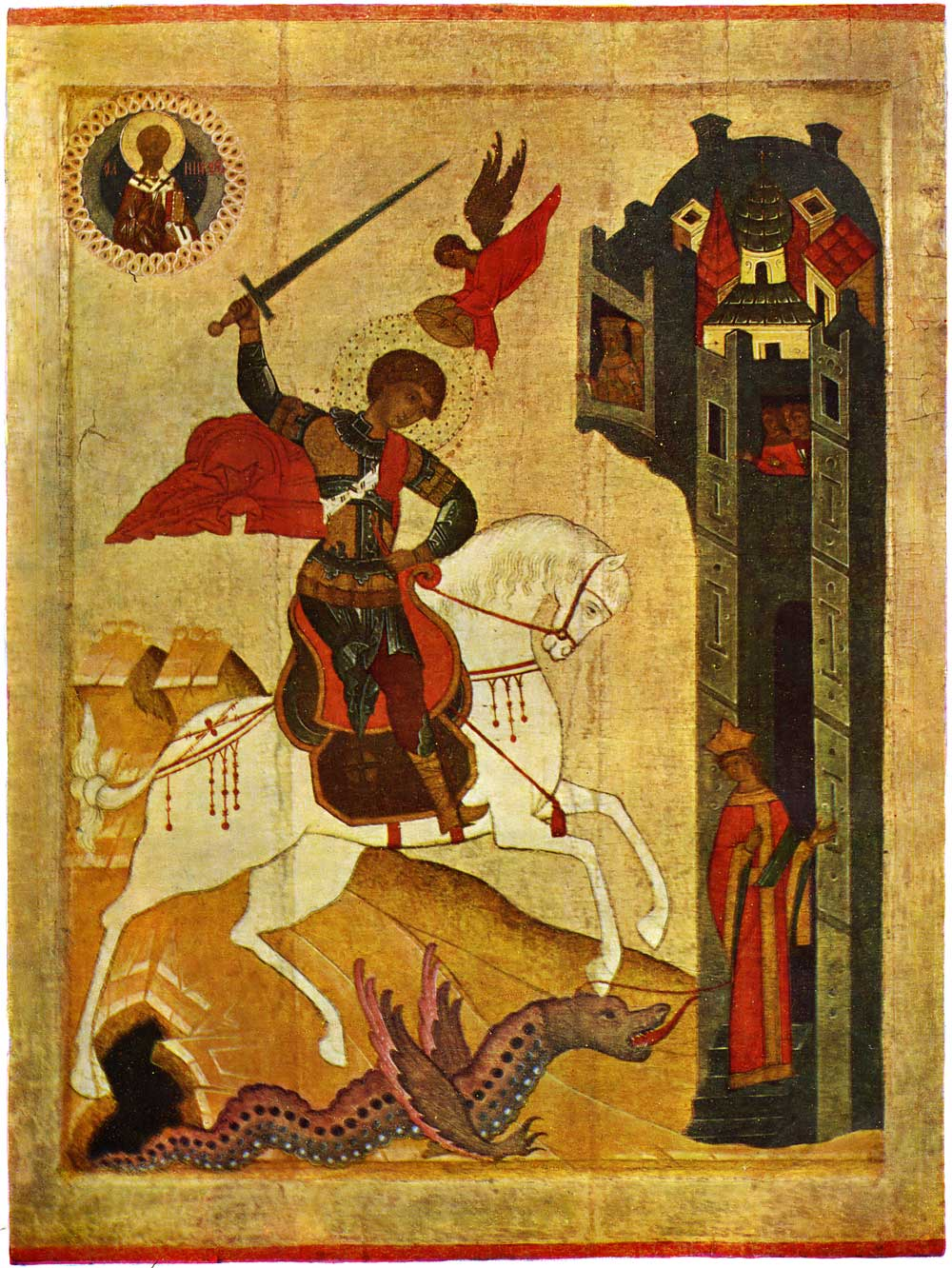
آیکون روسی شمالی از نوع "دقیق" ، مقدس استثنائی اژدها را با شمشیر خود می کشد (حدود 1500).
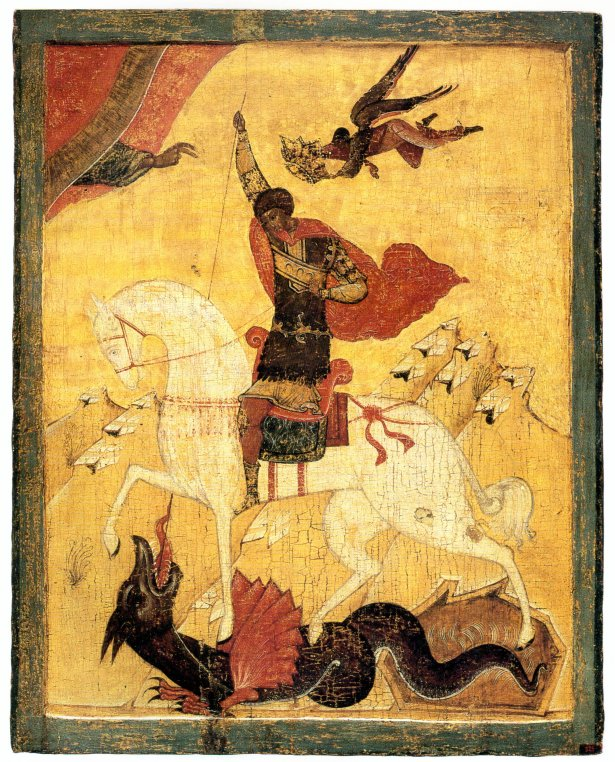
مدرسه چم ، قرن شانزدهم

#### نمادنگاری غربی
نقوش سنت جورج به عنوان یک شوالیه سوار بر اسب که اژدها را به قتل می رساند ابتدا در هنر غربی در نیمه دوم قرن سیزدهم ظاهر می شود. سنت بازوهای این شخص مقدس به عنوان صلیب قرمز رنگ سفید جورج در قرن چهاردهم میلادی شکل می گیرد. 

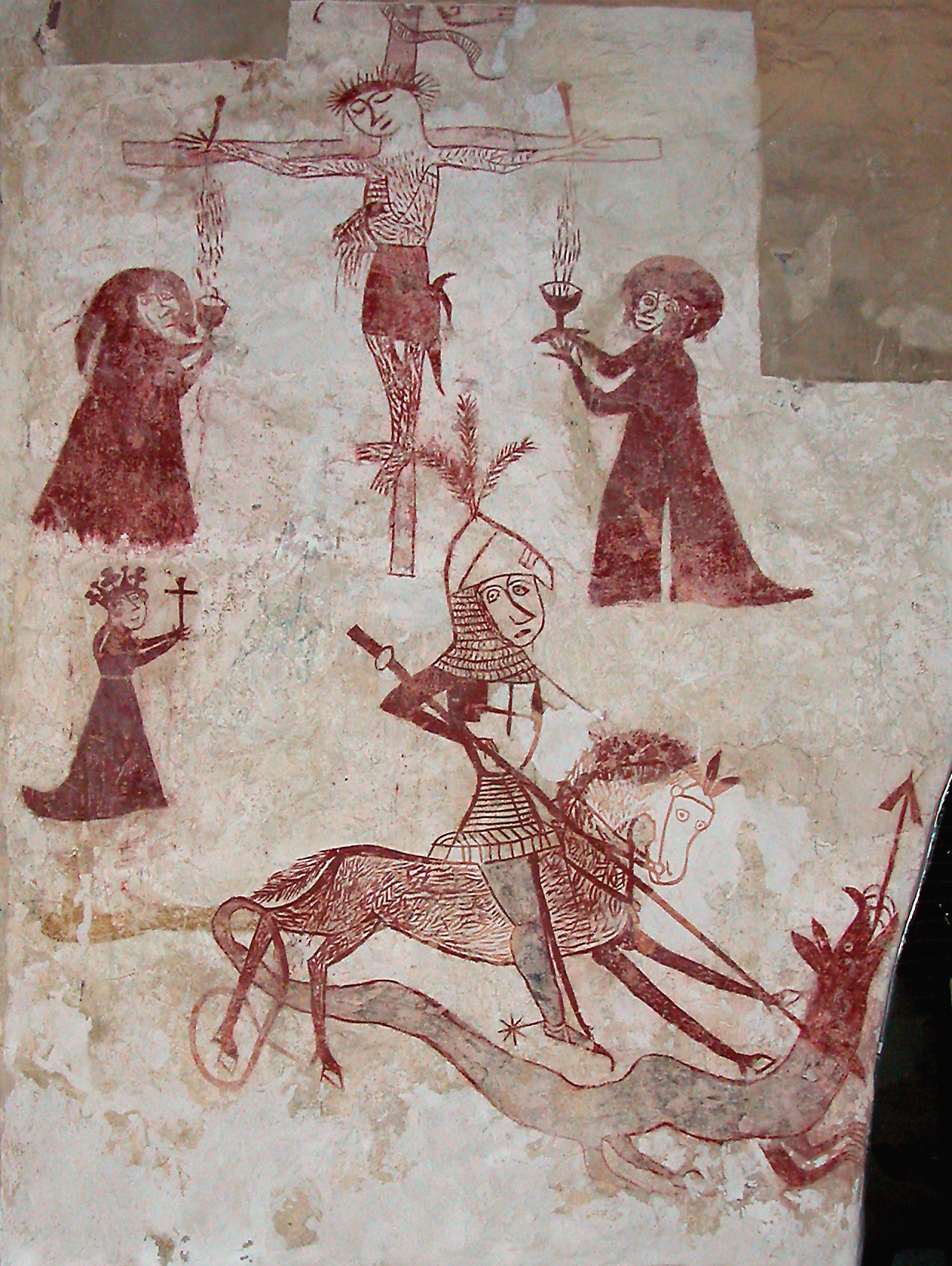
نقاشی نقاشی قرن 13 در Ankershagen ، مکلنبورگ
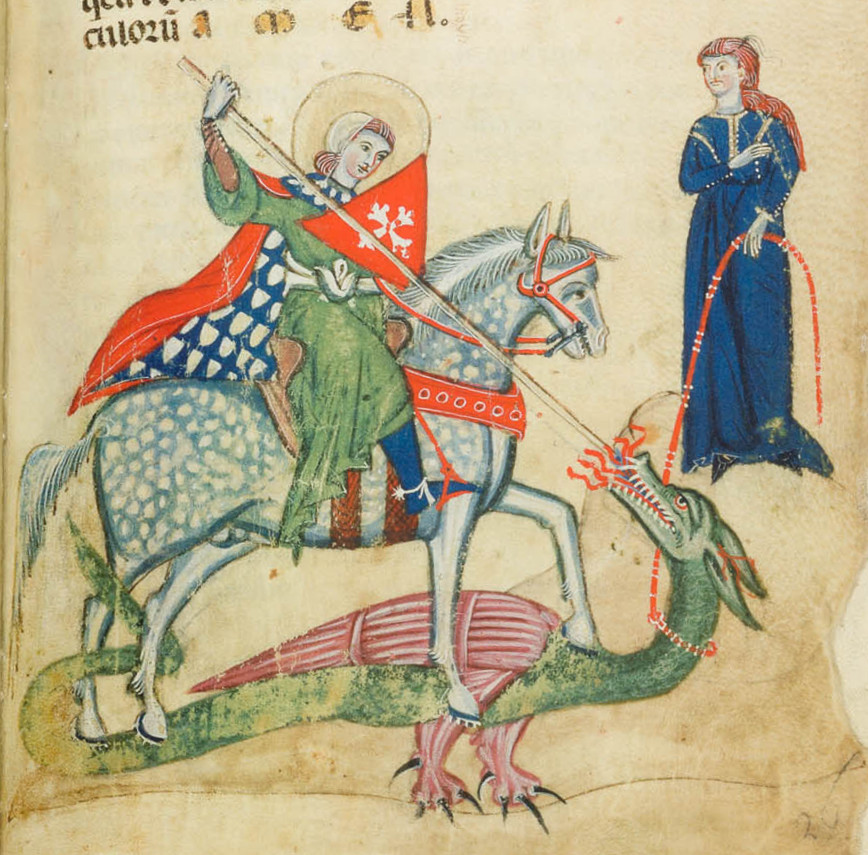
مینیاتور از یک نسخه خطی Passio Sancti Georgii (ورونا ، نیمه دوم قرن سیزدهم)
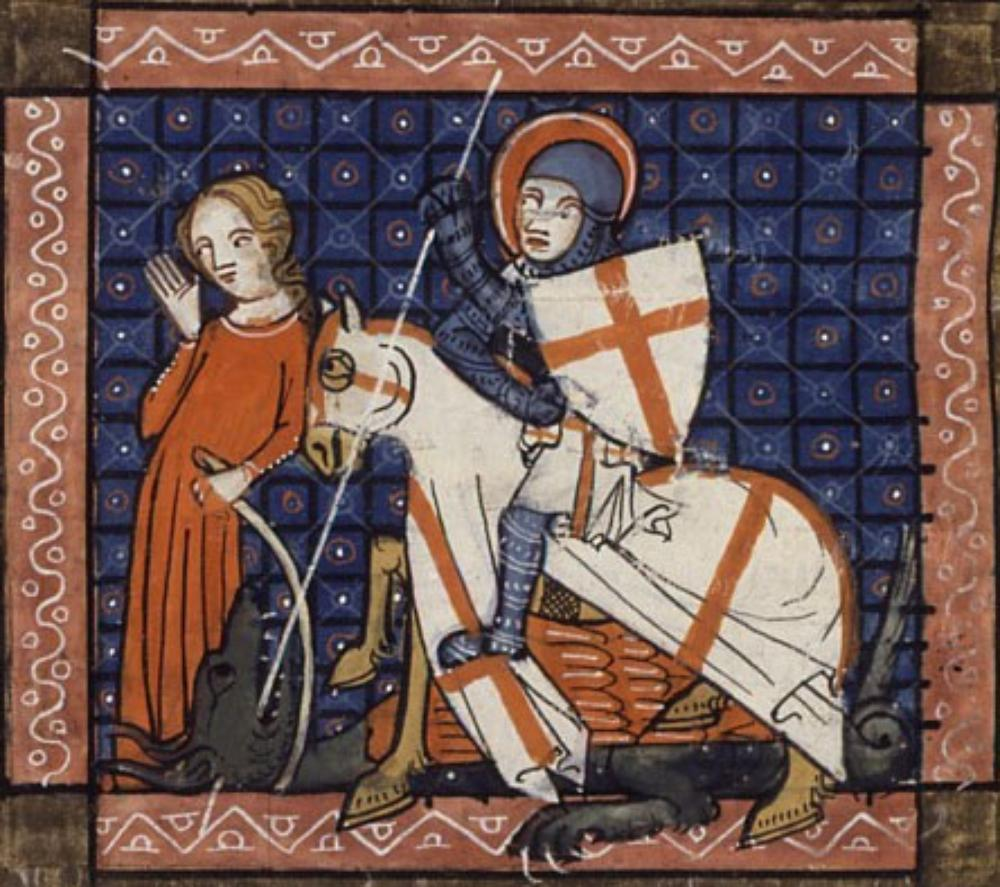
مینیاتور از نسخ خطی از Legenda Aurea ، پاریس ، 1348.
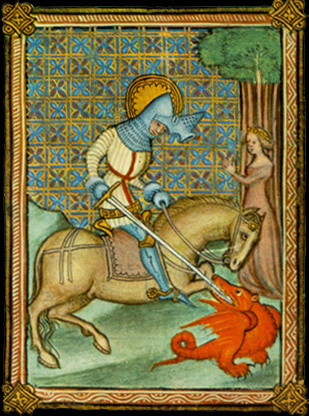
کتاب ساعتها (حدود 1380؟).
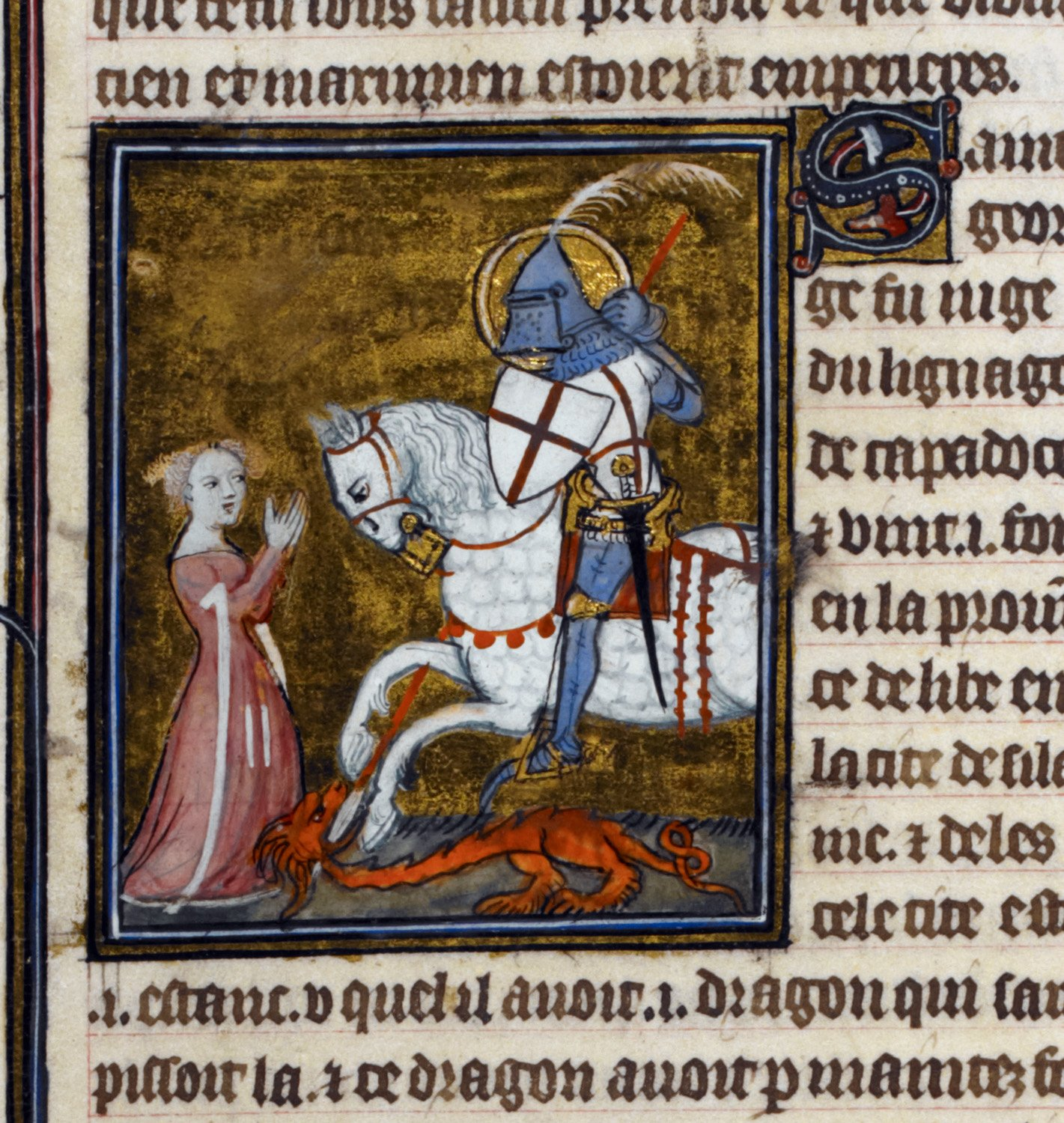
مینیاتور از نسخ خطی از Legenda Aurea ، پاریس ، 1382.
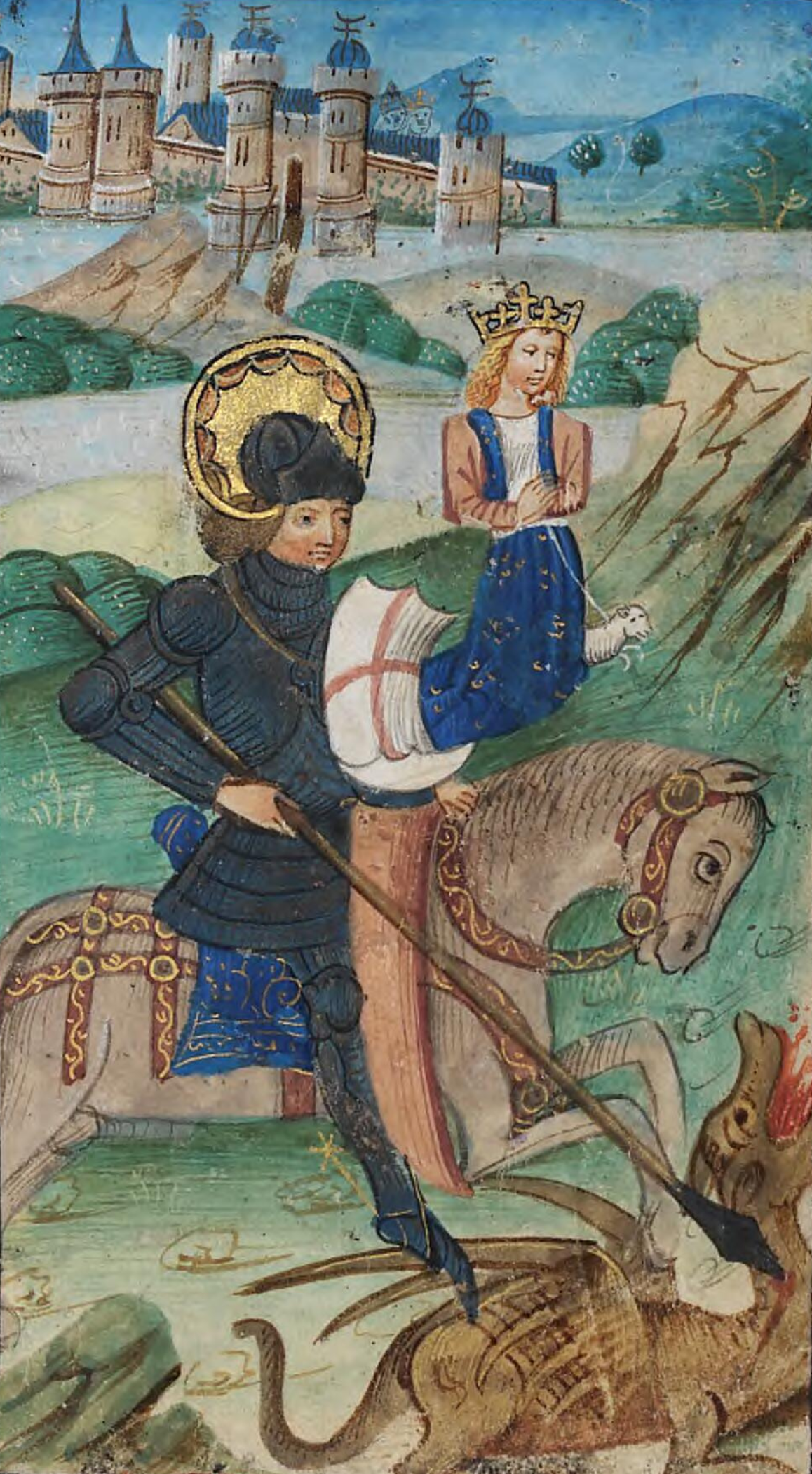
ساعات د گری (حدود 1400)
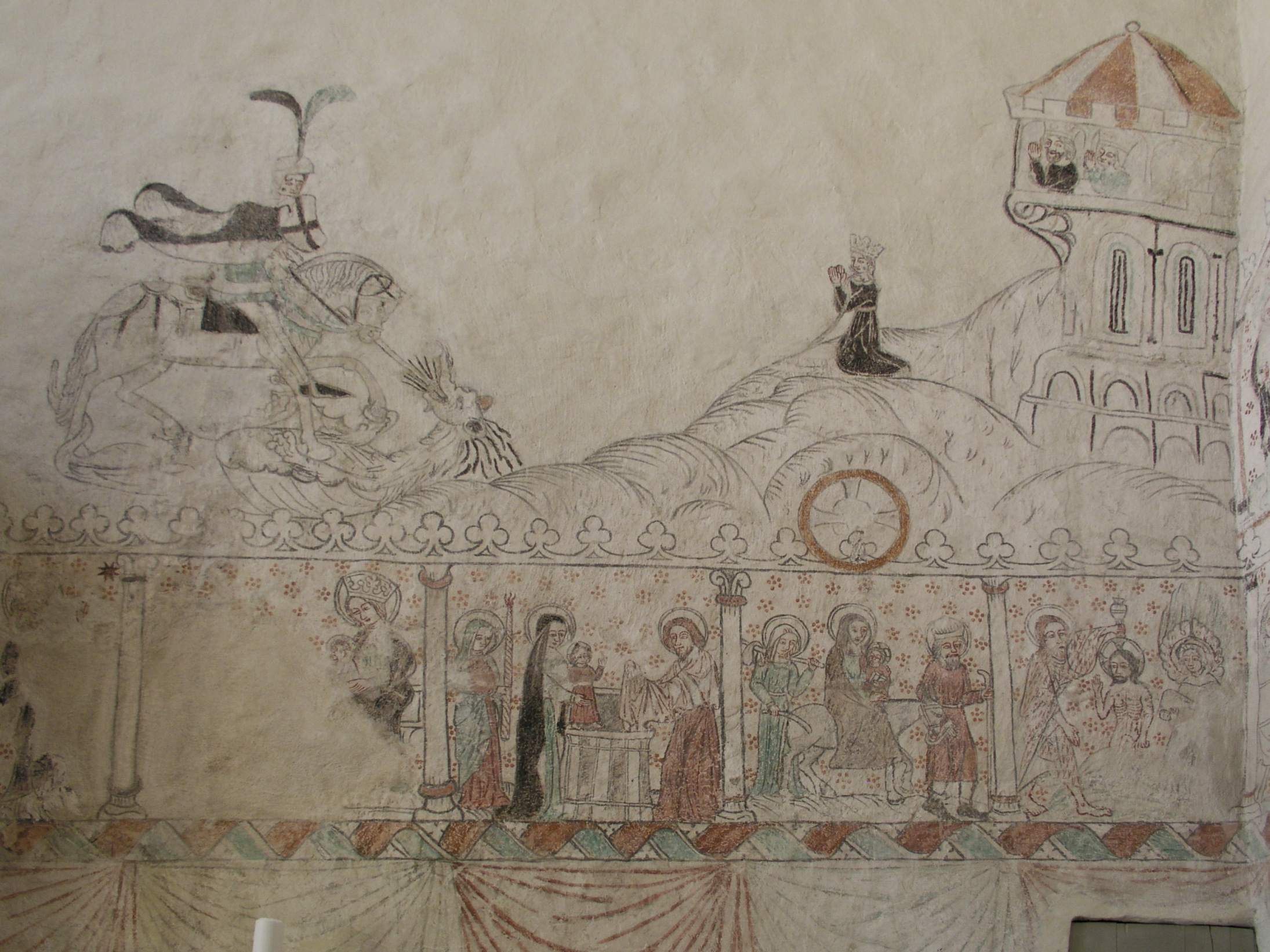
نقاشی افسانه کامل ، کلیسای آنگا ، گوتلند ، سوئد (اواسط قرن 15)
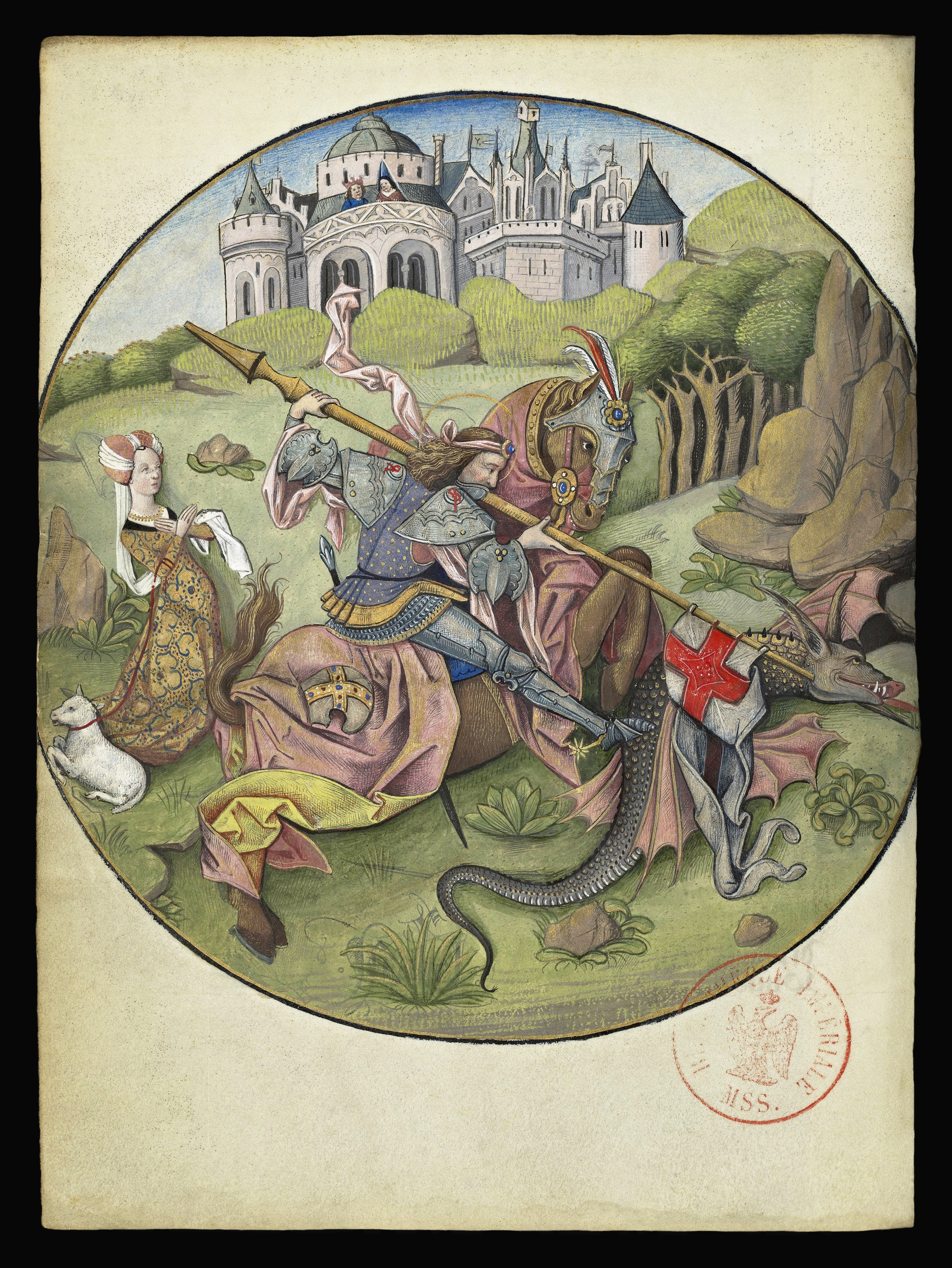
مینیاتور از Heures de Charles d'Angoulême ، کنیاک ، فرانسه ، f.53v (1475-1575)
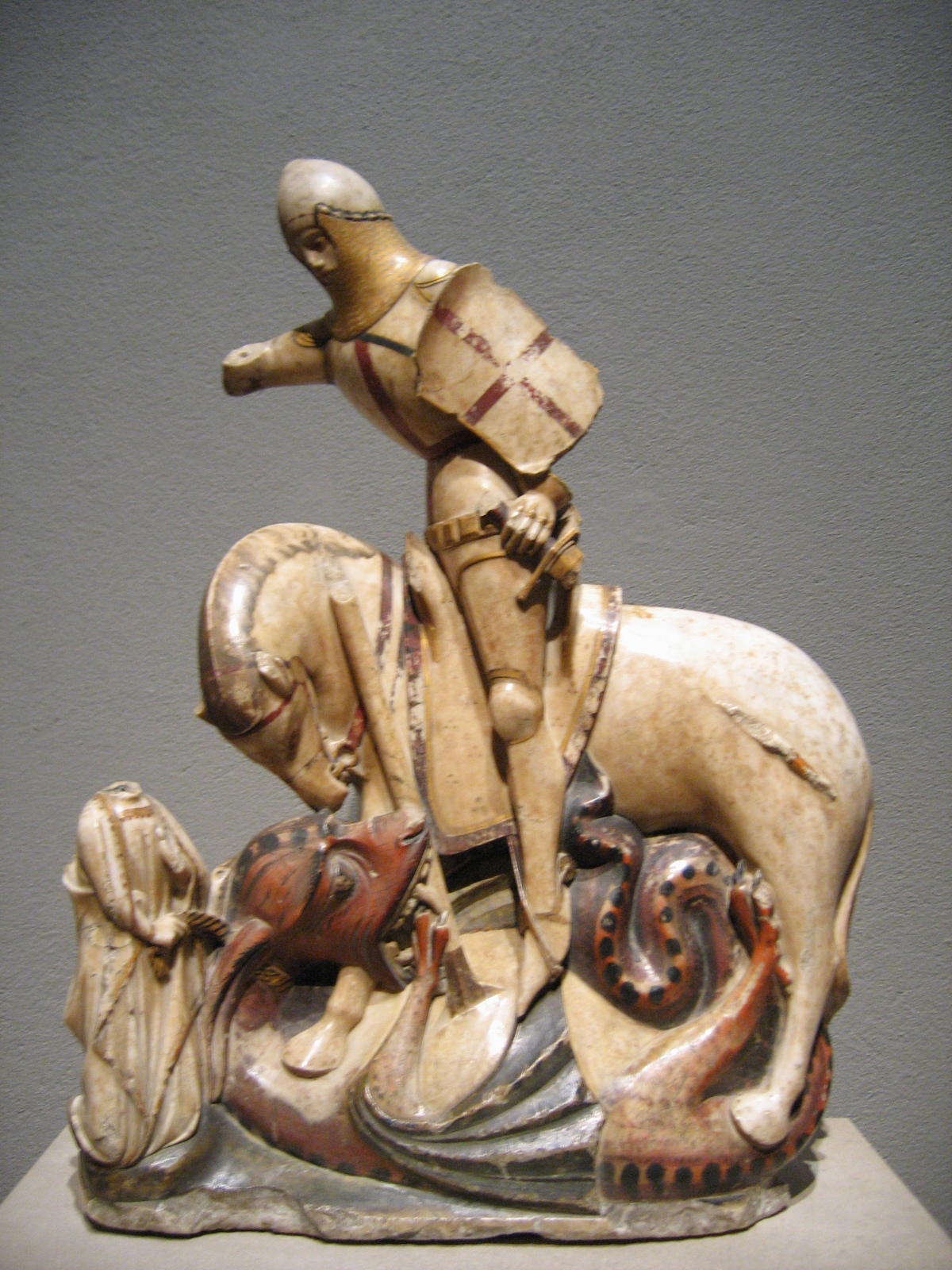
t Saint George and the Dragon ، alabaster tinted، English، c. 1375–1420 ( گالری ملی هنر ، واشنگتن)
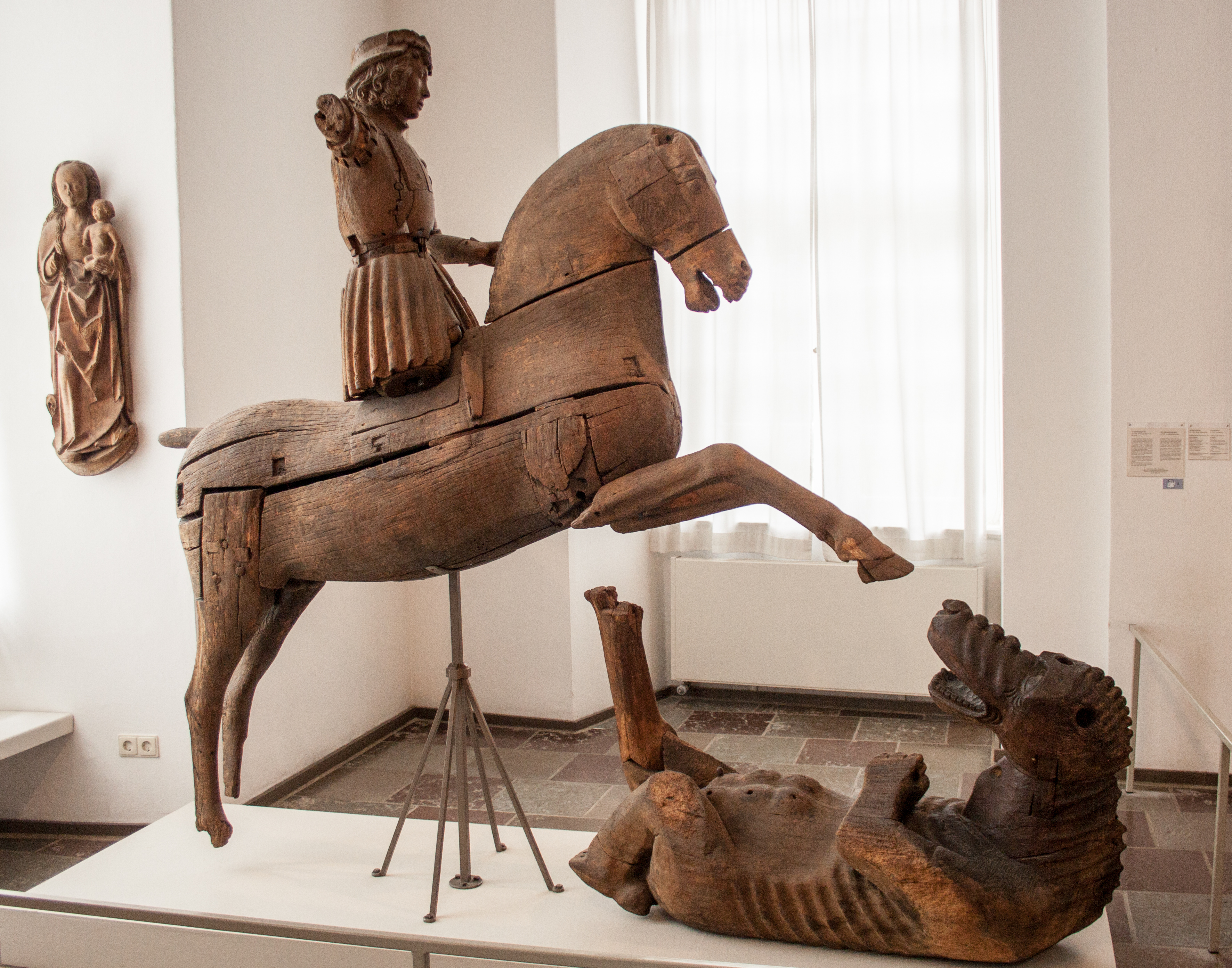
مجسمه های چوبی ، ج. 1500 ، قلعه گوتورف

### رنسانس
- دوناتلو ، سنت جورج ، ج. 1417 بارگللو ، فلورانس ، ایتالیا.
- پائولو اوکلو ، سنت جورج و اژدها ، ج. 1470 گالری ملی ، لندن .
- جیووانی بلینی ، سنت جورج مبارز اژدها ، ج. 1471 محراب Pesaro. [۲۴]
- لیون ون لاتهم ، سنت جورج و اژدها (حدود 1471)
- Bernt Notke ، Saint George and the Dragon ، Storkyrkan در استکهلم ، حدود 9 1484 - 1489 [۲۵]
- آندره دلا روبیا ، مایل به قرمز ، ج. 1490
- آلبرشت دورر ، چوب بری ، 1501/4
- رافائل (رافائلو سانتی) ، <i id="mwAf4">سنت جورج</i> ، 1504. روغن روی چوب. لوور ، پاریس ، فرانسه.
- رافائل (رافائلو سانتی) ، <i id="mwAgM">سنت جورج و اژدها</i> ، 1504-1506. روغن روی چوب. گالری ملی هنر ، واشنگتن ، دی سی ، ایالات متحده.
- آلبرخت آلتدورفر ، چشم انداز جنگلی با سنت جورج نبرد اژدها ، 1510
- Tintoretto (ژاکوپو Robusti) ، سنت جورج و اژدها ، 1555. [۲۶]

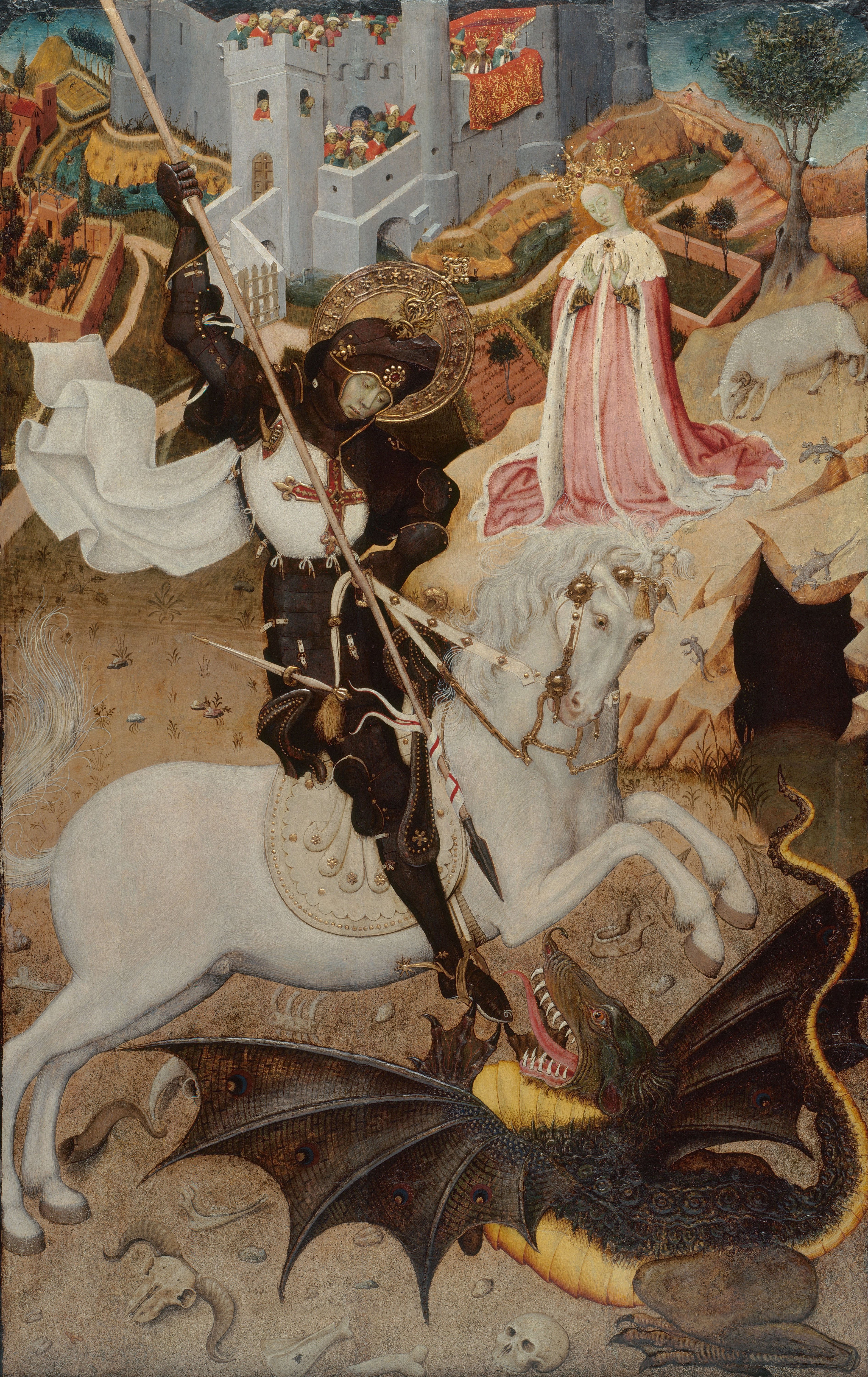
Bernat Martorell - سنت جورج کشتن اژدها (1435).
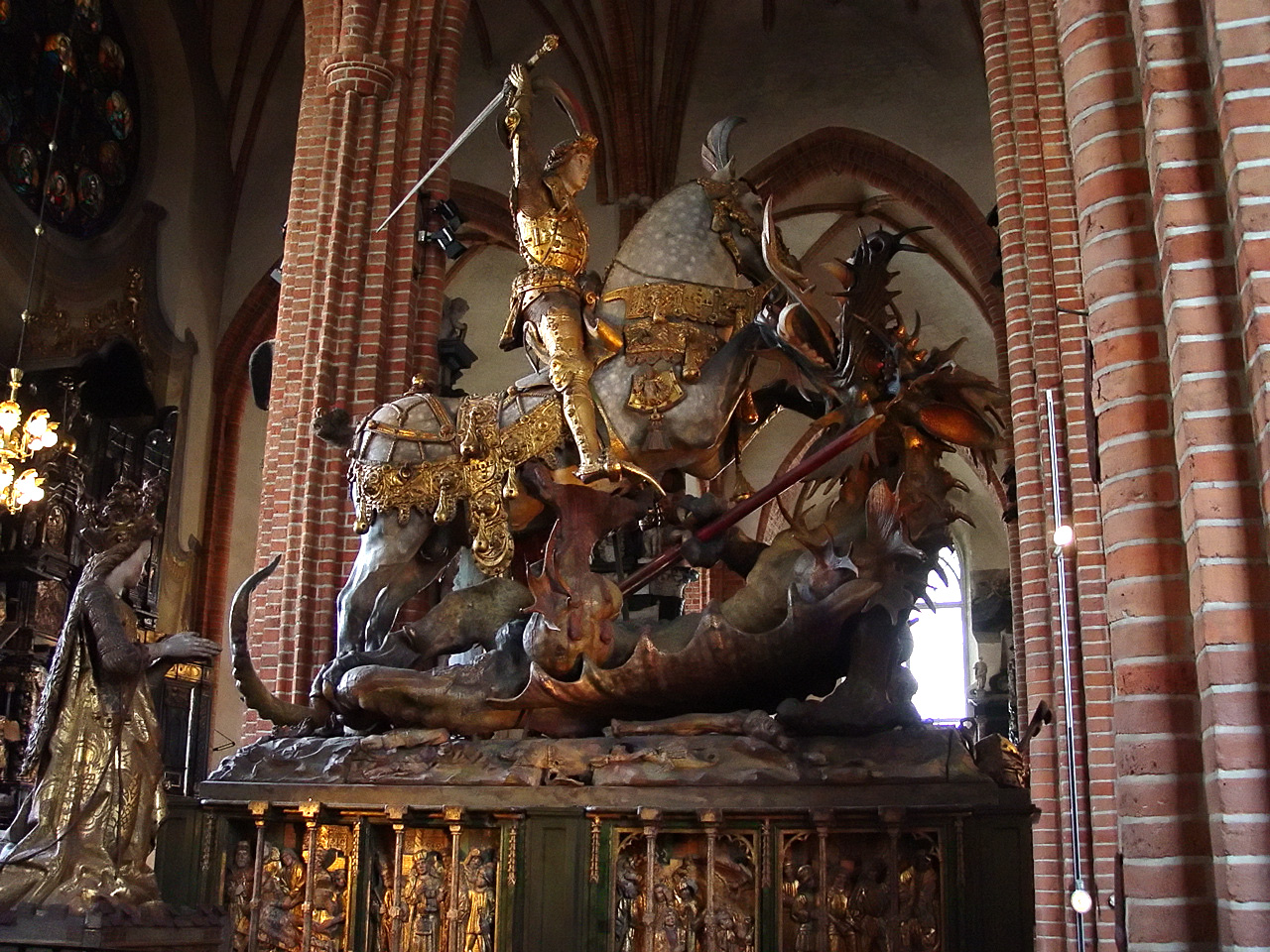
سنت جورج و اژدها ، کنده کاری چوب توسط چند Bernt Notke در استکهلم را Storkyrkan (1470s).
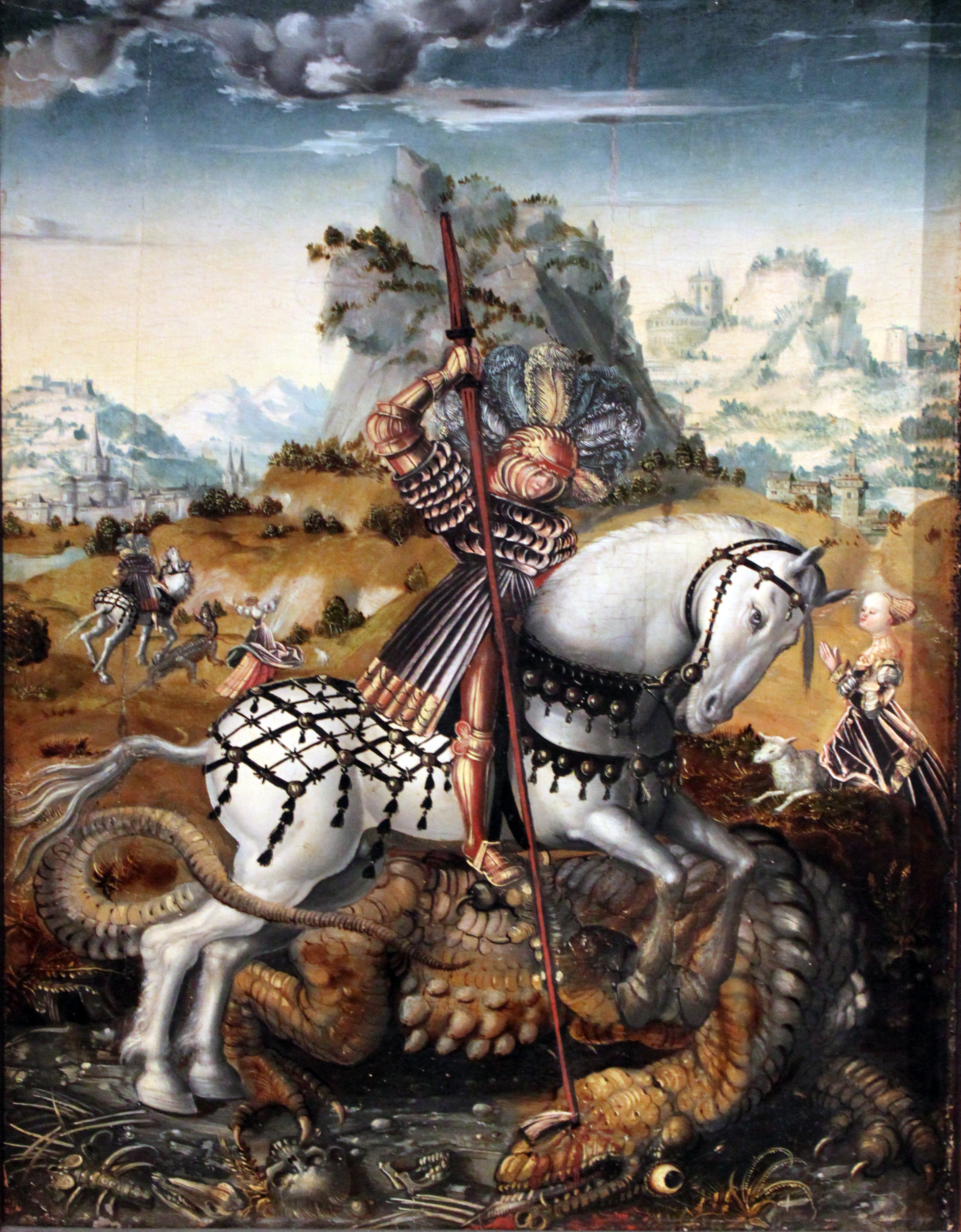
سنت جورج در اسب سواری ، Meister des Döbelner Hochaltars ، 1511/13 ، Hamburger Kunsthalle
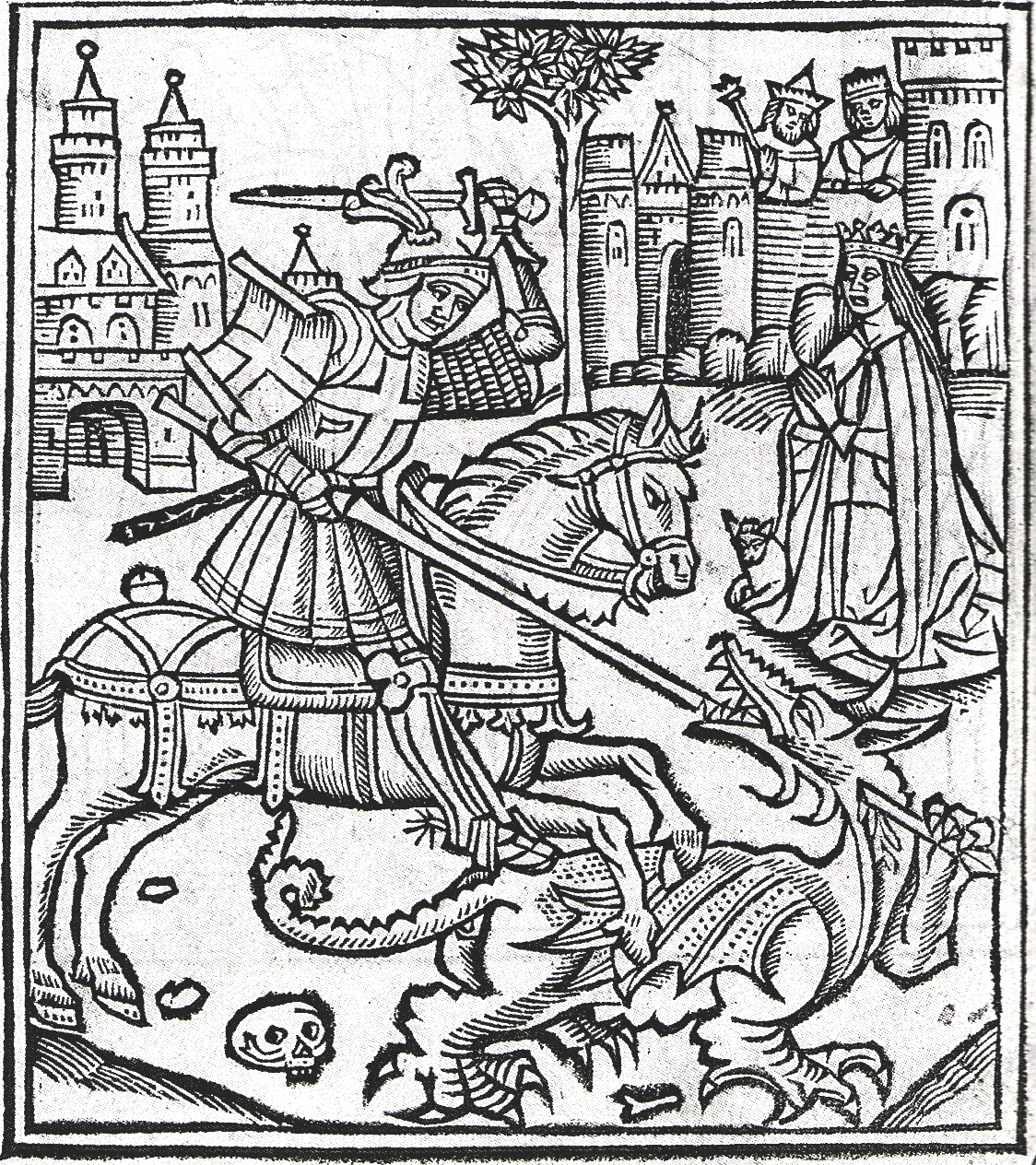
جلوی چوب از الكساندر باركلی ، لیفی از سیمر جورج (وست مینستر ، 1515).
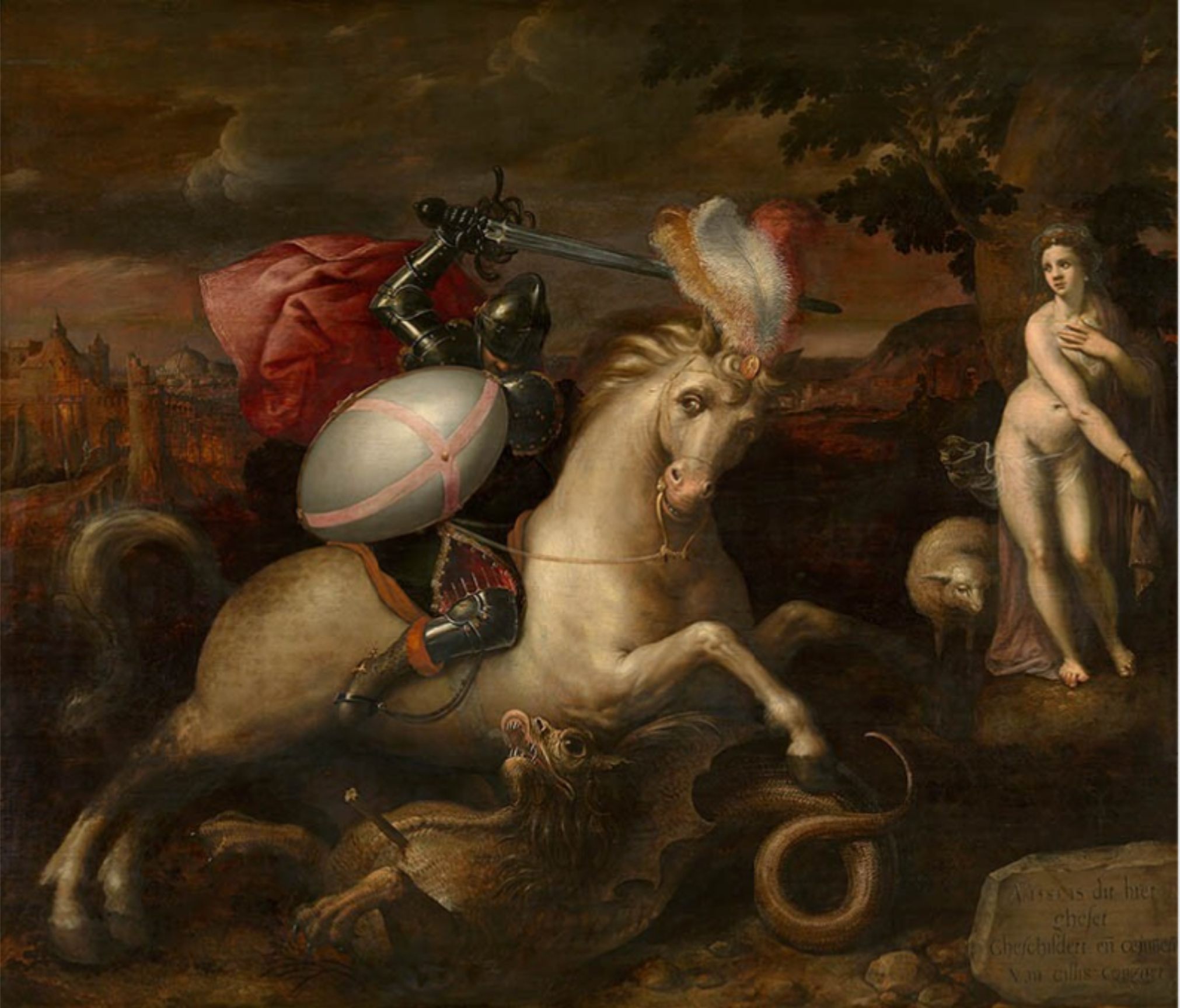
Gillis Coignet - سنت جورج بزرگ ، (1581).

### هنر مدرن اولیه و هنر مدرن
نقاشی
- پیتر پل روبنس ، سنت جورج و اژدها ، 1620.
- نجات دهنده روزا ، سان جورجیو ایل دراگو
- ماتیا پرتی ، سنت جورج پیروزی اژدها ، 1678 ، در ریحان سنت جورج ، مالت در ویکتوریا ، گوزو .
- ادوارد برن جونز ، سنت جورج و اژدها ، 1866. [۲۷]
- گوستاو مورو ، <i id="mwAlM">سنت جورج و اژدها</i> ، ج. 1870 روغن روی بوم. گالری ملی ، لندن.
- بریتون ریویر ، <i id="mwAlc">سنت جورج و اژدها</i> ، ج. 1914
- Uroš Predić ، سنت جورج کشتن اژدها ، 1930.
- جورجیو دو Chirico ، سنت جورج کشتن اژدها ، 1940. [۲۸]

## مجسمه ها
- مجسمه هایی که بخشی از ساعت فروشگاه آزادی در خیابان رجنتس ، لندن (قرن نوزدهم) است. [۲۹]
- سر جوزف ادگار بوهم ، سنت جورج و اژدها ، برنز ، کتابخانه ایالتی ویکتوریا ، 1889 [۳۰]
- سالوادور دالی ، سنت جورج و اژدها ، موزه هوای آزاد در Cosenza ، 1947
- ادوارد سیگو ، سنت جورج و اژدها ، نقاب ، نقاب و ماسک اتومبیل مورد استفاده برای اتومبیل های پادشاهی انگلیس ، 1952. [۳۱]

## موزاییک
- ادوارد پوینتر ، سنت جورج برای انگلیس ، 1869. لابی مرکزی در کاخ وست مینستر .

## حکاکی
- بنتتو پیستروچی ، حکاکی برای سکه می میرد ، 1817.

## چاپ ها
- در مورد اسکناس های صادر شده توسط بانک انگلیس : 
  - note 1 نت ، 1917 تا 1933 ، در عکس العمل ، با پرتره جورج پنجم . 1928 تا 1960 ، برعکس ، تکثیر شد.
  - 5 نت ، 1957 تا 1967 ، با عکس پرتره از بریتانیا .
  - note 20 یادداشت ، 1970 تا 1993 ، در obverse ، با پرتره الیزابت دوم . [۳۲]

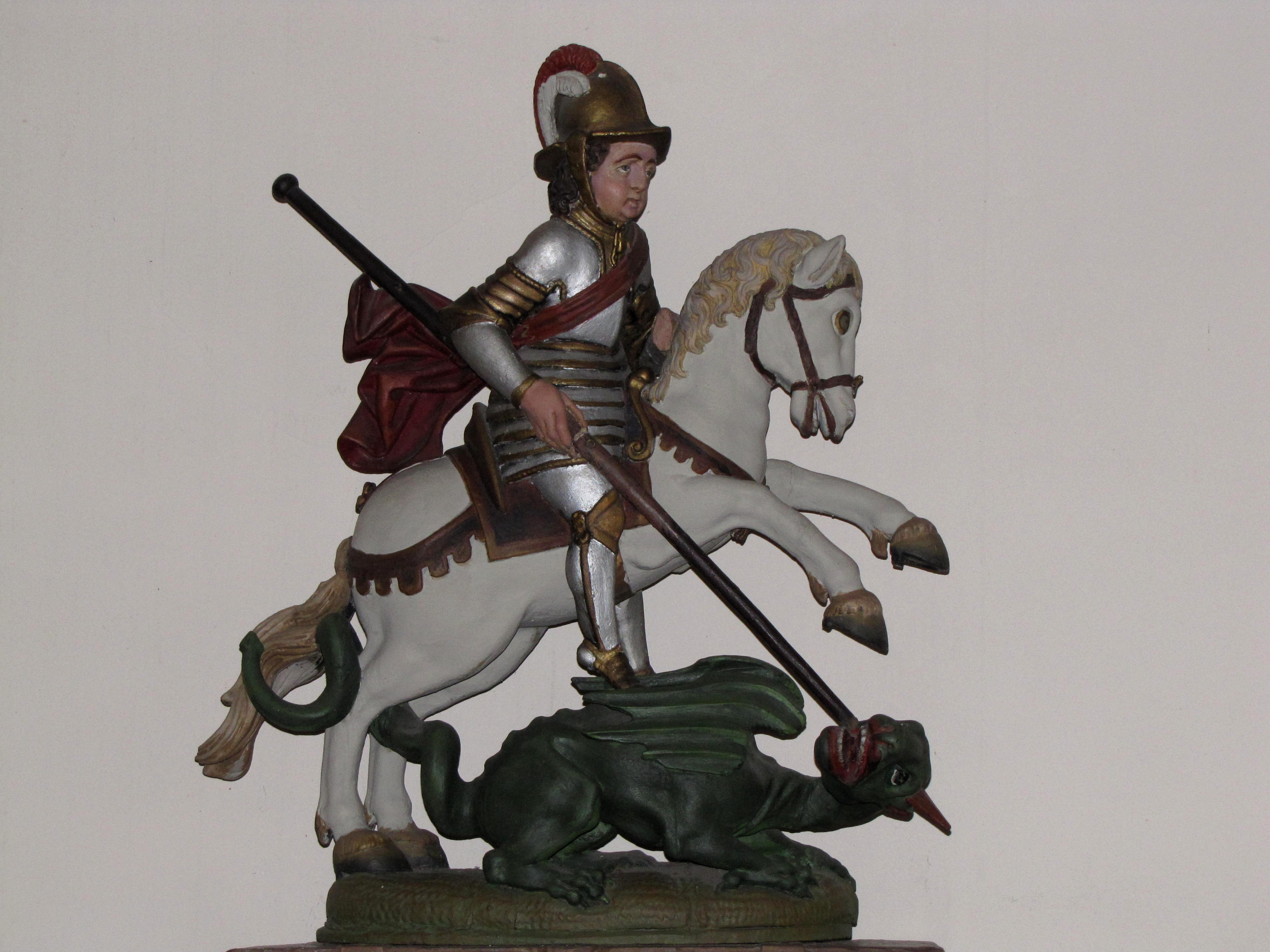
مجسمه قرن هفدهم در الیگیز سن ژرژ د Châtenois ، فرانسه
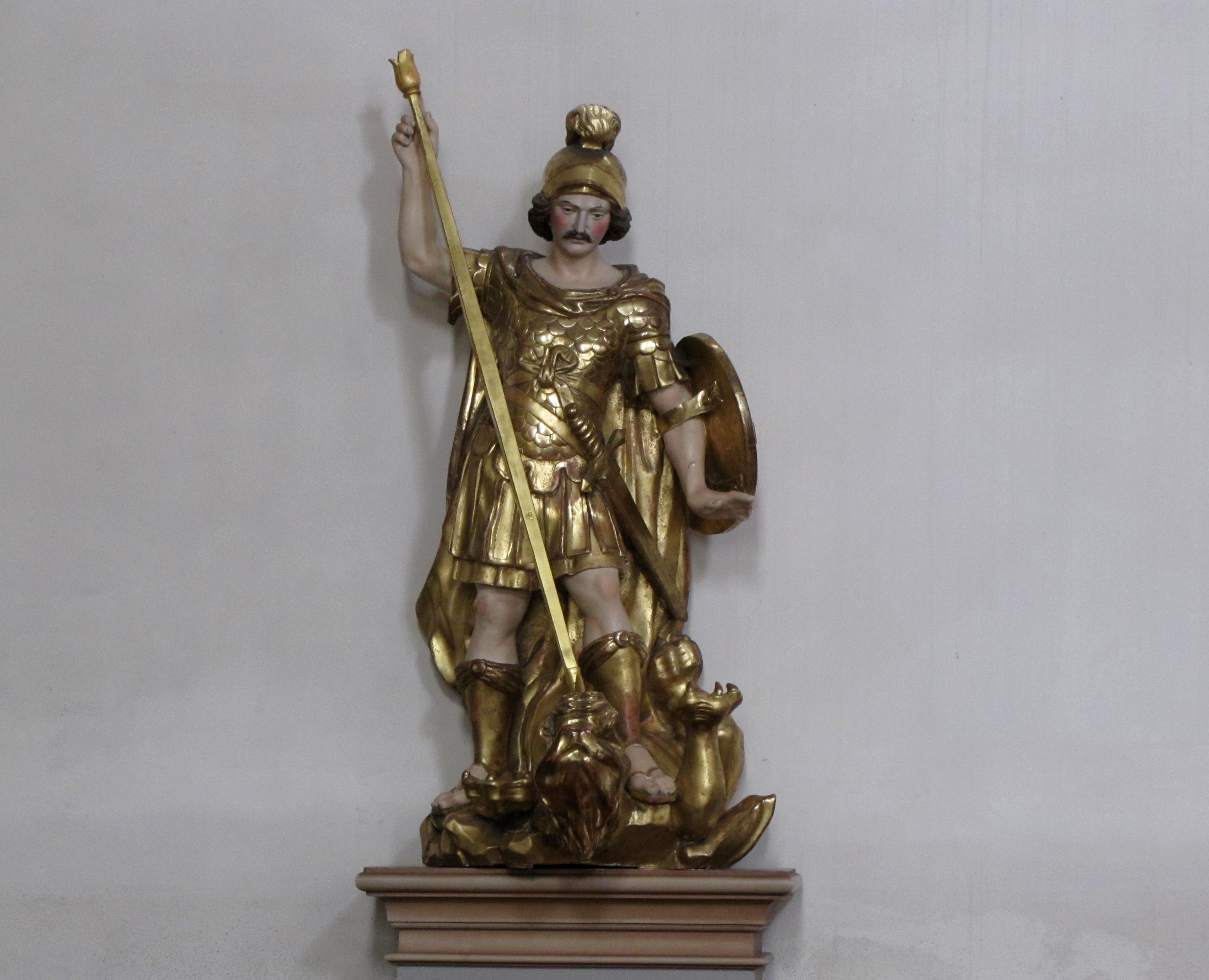
مجسمه قرن هجدهم در الیگیز سن ژرژ د Châtenois ، فرانسه
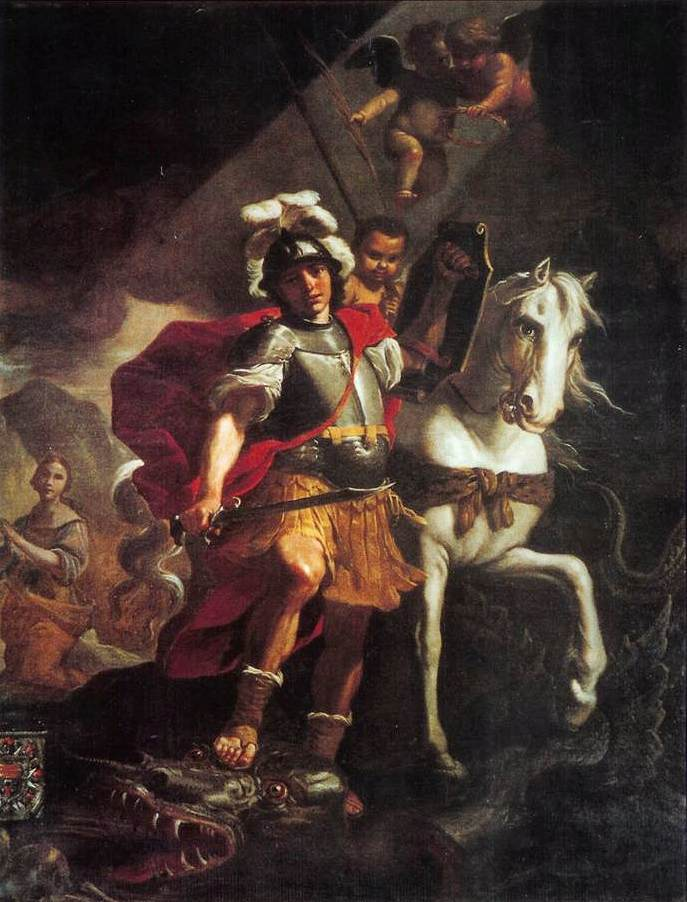
سنت جورج و اژدها ، توسط ماتیا پرتی (1678) ، در گوزو ، مالت .
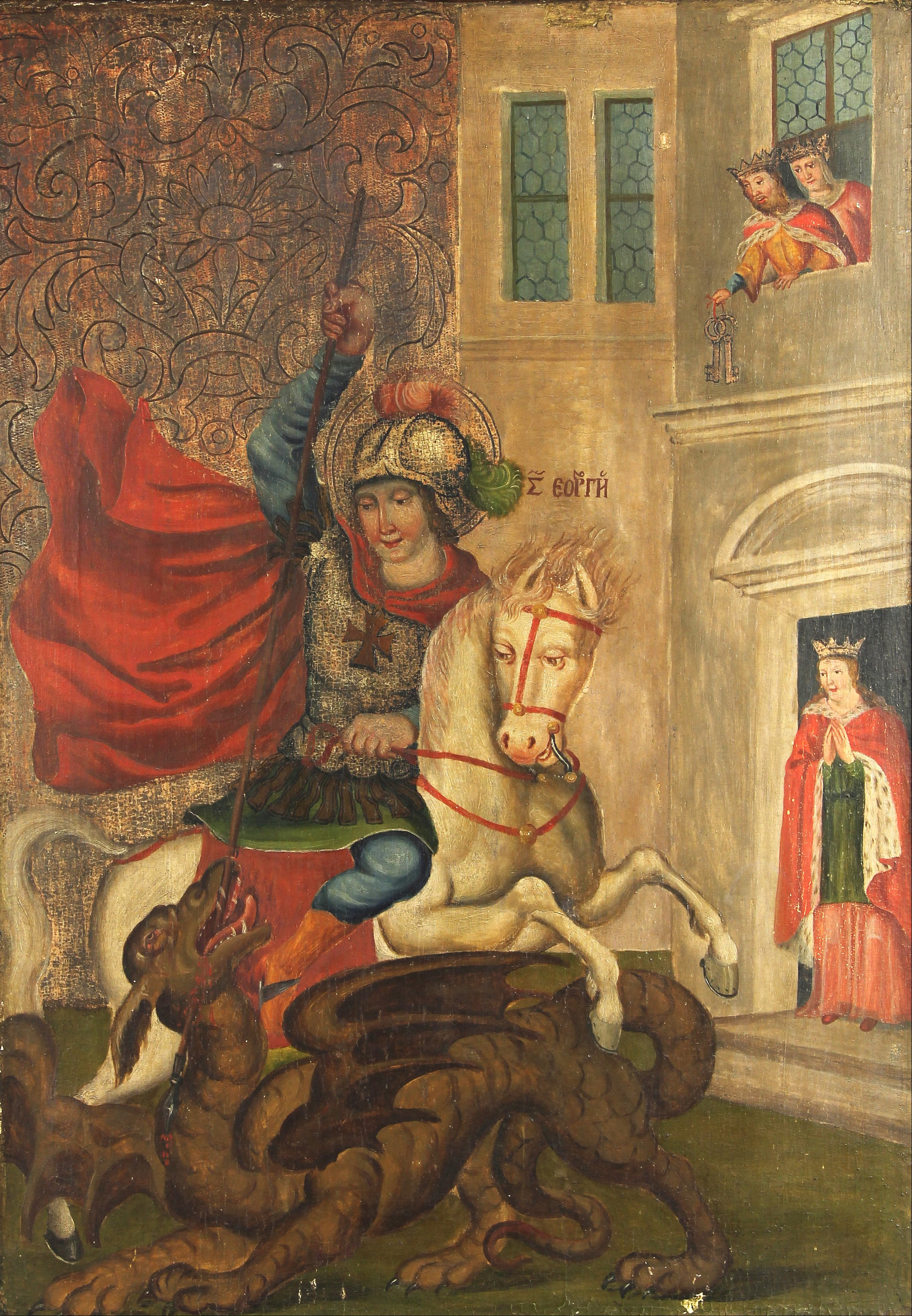
نقاش ناشناخته از اوکراین ، قرن 18.
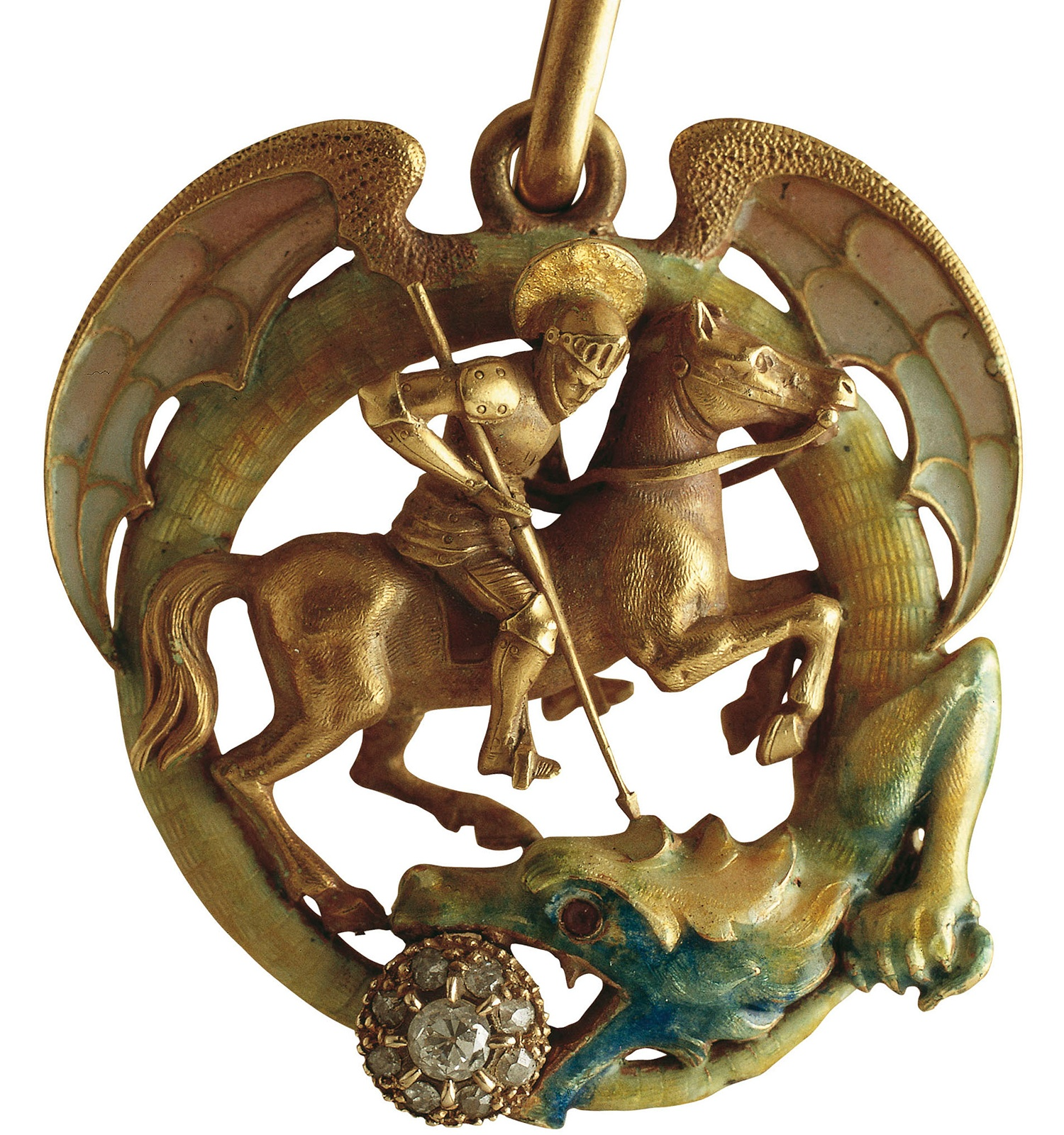
آویز با سنت جورج توسط لوئوس Masriera i Rosés (1902) ، بارسلونا.
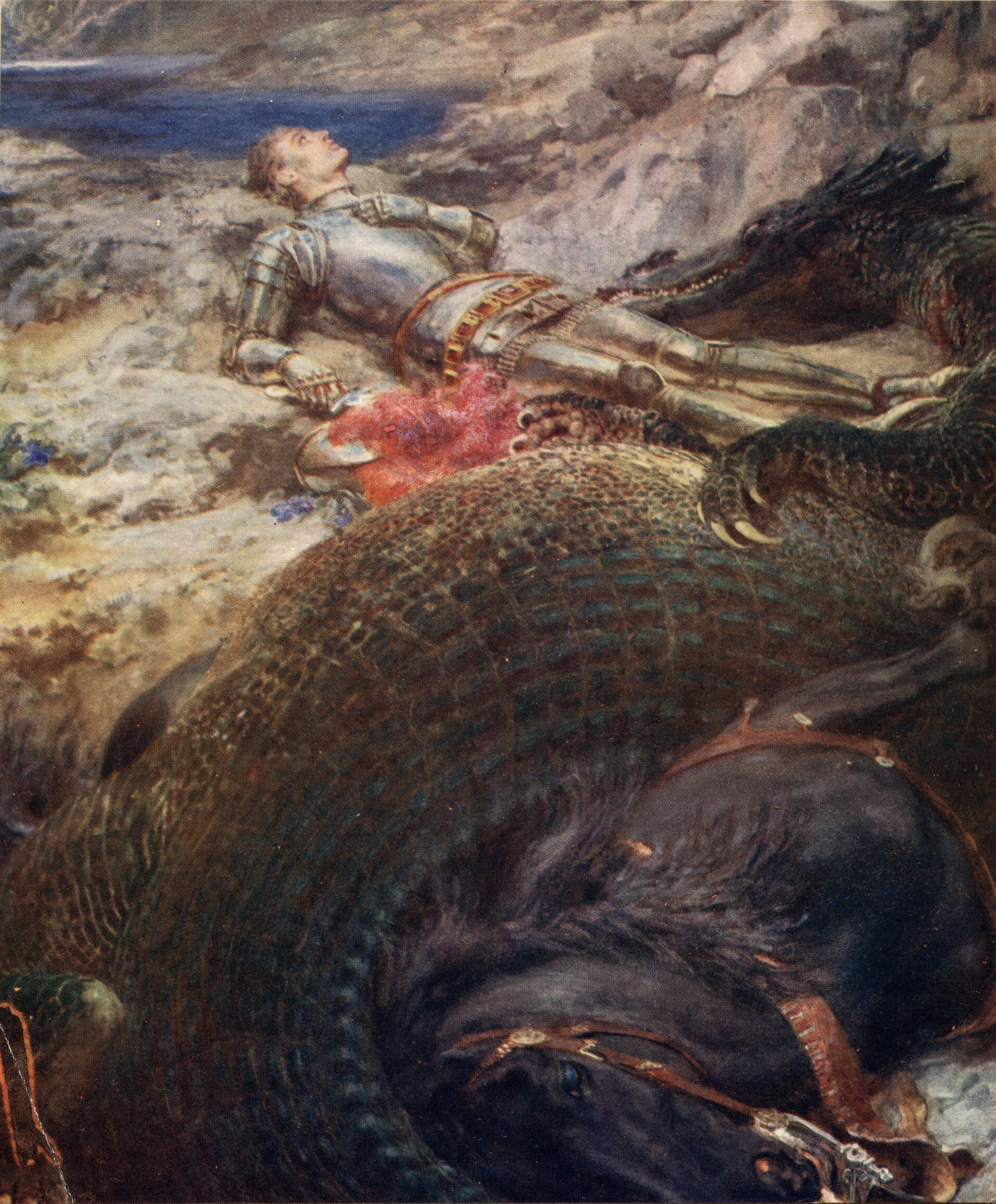
سنت جورج و اژدها توسط بریتون ریویر ( زاده 1914).
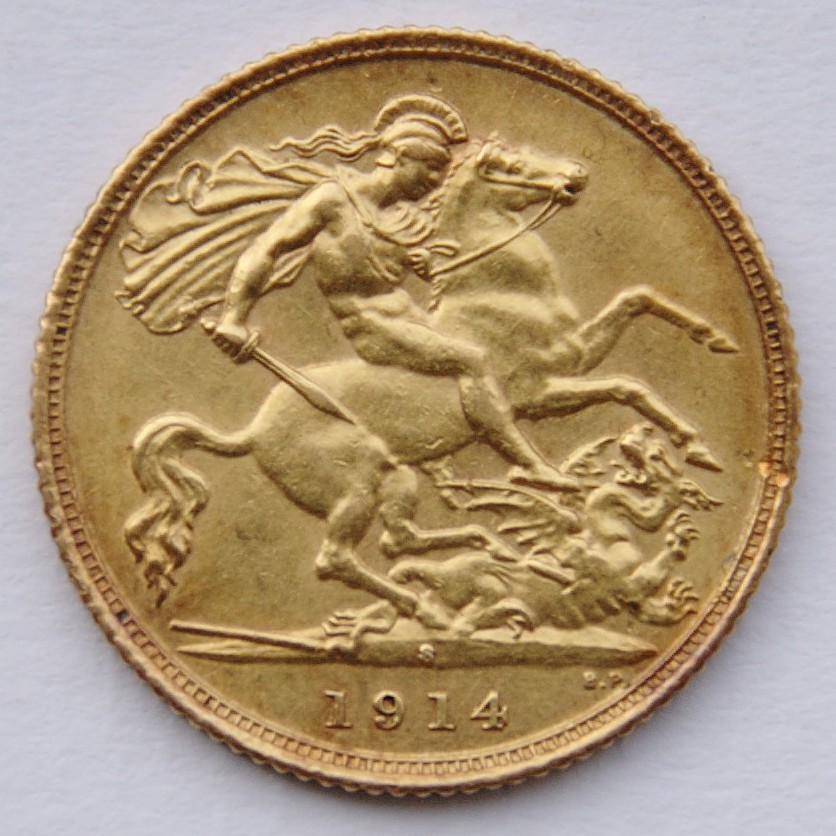
سکه طلای بریتانیا سال 1914 با حکاکی بنتتو پستروچی .
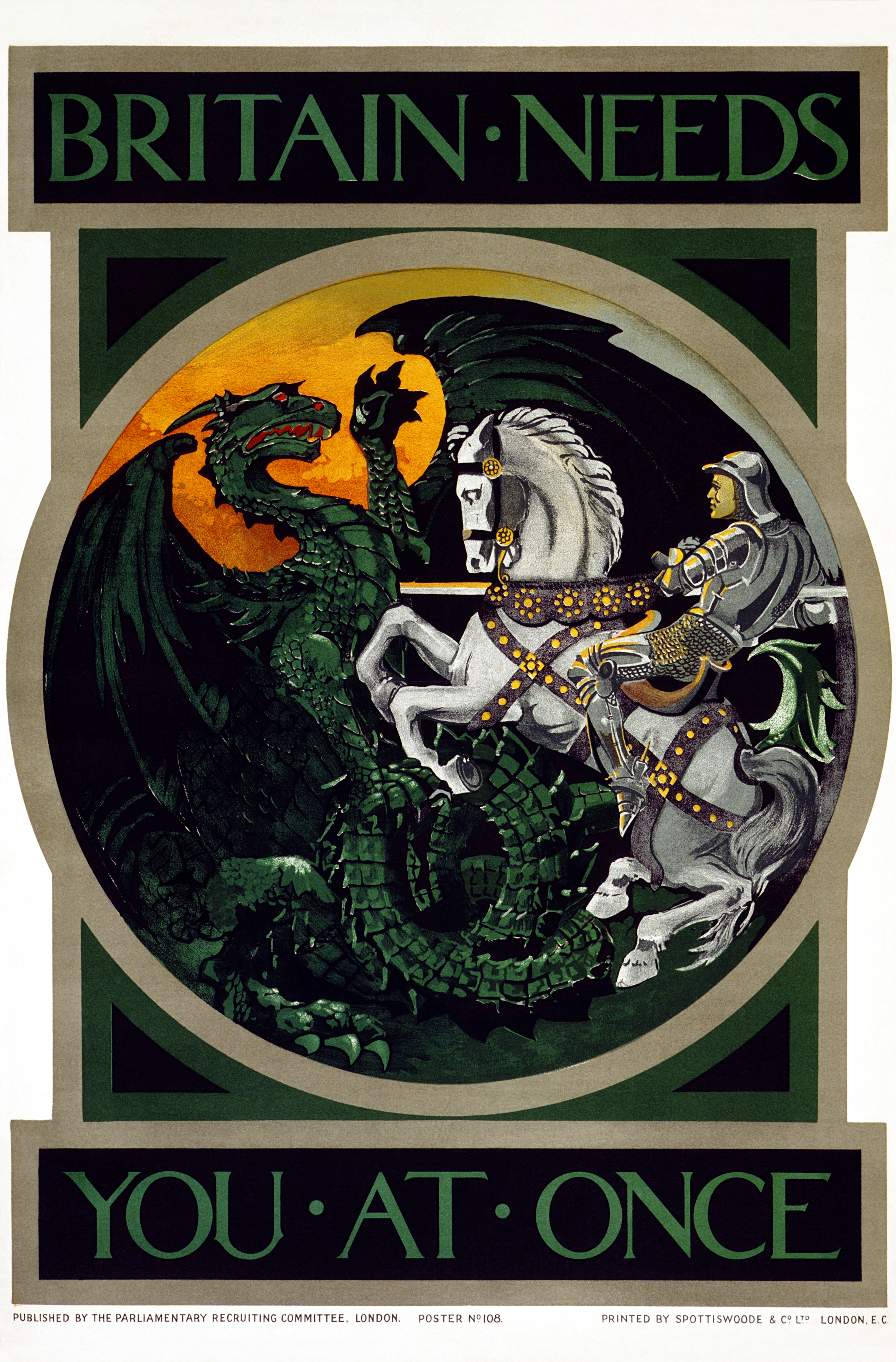
پوستر استخدام بریتانیا WWI.
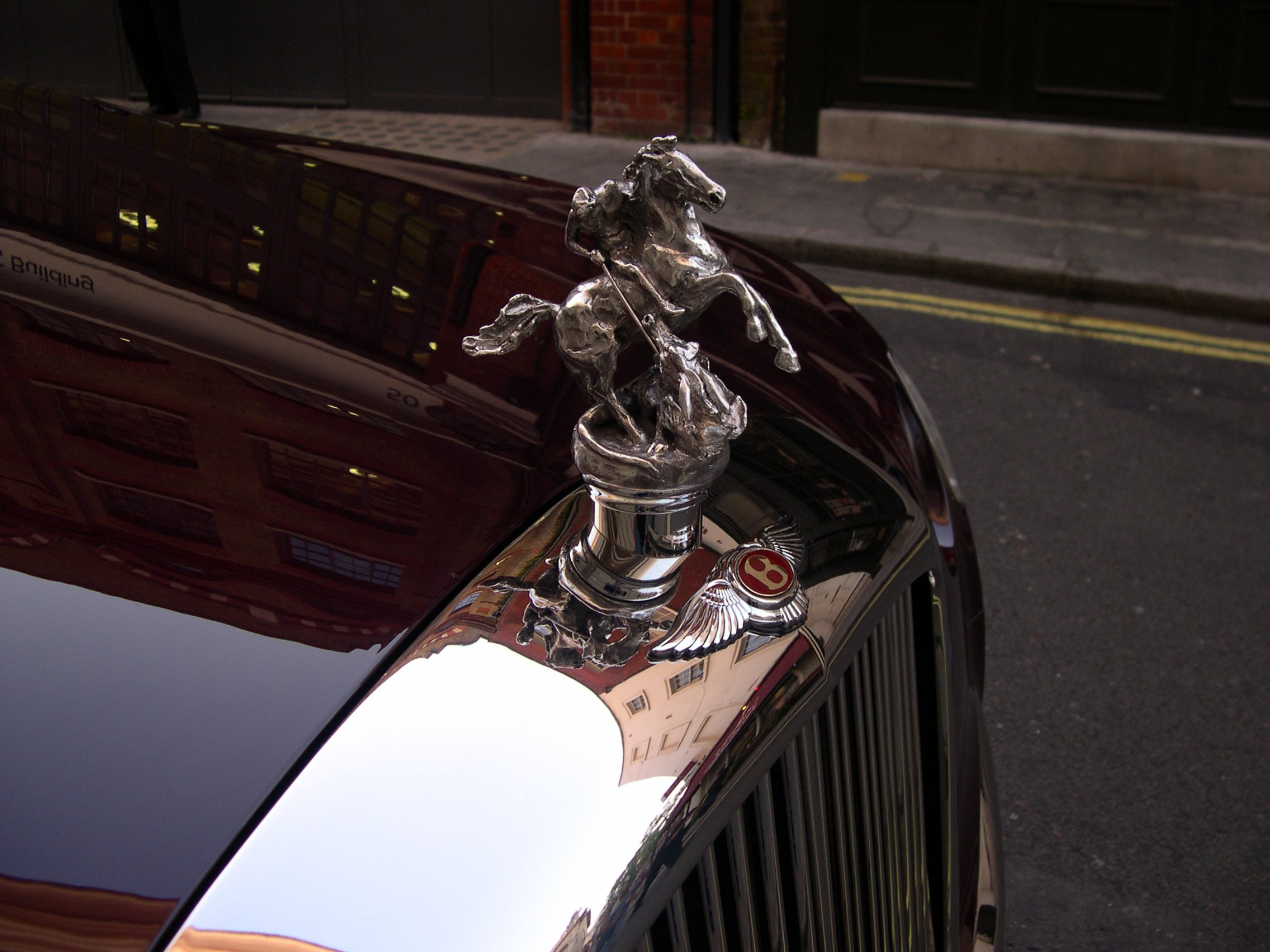
سنت جورج ادوارد سیگو و ماسک اتومبیل اژدها که توسط سلطنت انگلیس استفاده می شود (1952)

## اقتباس های ادبی
ادموند اسپنسر در کتاب I ملکه پری روی داستان سنت جورج و اژدها گسترش می یابد و در ابتدا از این قهرمان به عنوان Red Knight Knight یاد می کند . ویلیام شکسپیر اشاره به سنت جورج و اژدها در ریچارد سوم (پیشرفته استانداردهای ما، مجموعه ای بر دشمنان ما جهان باستان ما از عادلانه شجاعت سنت جورج به ما الهام بخش با طحال از اژدها آتشین عمل V، SC. 3)، هنری پنجم (این بازی از راه دور: روح خود را دنبال کنید ، و به این اتهام گریه کنید "خدا برای هری ، انگلیس ، و سنت جورج!" عمل کنید ، مرحله سوم ، شماره 1) ، و همچنین در پادشاه لیر (عمل من). 
یک تصنیف پایدار قرن 17th با ادای احترام به شاهزاده اژدها قتل جورج. این عنوان با عنوان "سنت جورج و اژدها" اهمیت سنت جورج را در ارتباط با دیگر قهرمانان حماسه و عاشقانه می داند و در نهایت نتیجه می گیرد که همه قهرمانان و چهره های حماسه یا عاشقانه در مقایسه با شاهکارهای جورج کم رنگ هستند. 
بنر سنت جورج توسط ادوارد الگار تصنیف برای گروه کر و ارکستر است ، کلمات شاپکات ونزلی (1879). روزهای رویایی در سال 1898 توسط کنت گراهام شامل یک فصل با عنوان اژدها تمایلی است ، که در آن یک سن جورج پیر و یک اژدها خوش خیم برای جلب رضایت مردم شهر و ورود اژدها به جامعه ، نبرد مسخره ای را انجام می دهند. بعد از آن به یک فیلم ساخته شده توسط والت دیزنی محصولات و به موسیقی جان راتر به عنوان یک کودک اپرای کوچک . 
در سال 1935 استنلی هالووی با بازخوانی داستان از داستان های سنت جورج و اژدها که توسط وستون و لی نوشته شده بود ضبط کرد. در دهه 50 ، استن فربرگ و داوس باتلر برای نمایش رادیویی فربرگ سنت جورج و اژدها-نت ( کلاهبرداری از داستان و دراگ نت ) را نوشتند و اجرا کردند. ضبط داستان به اولین آلبوم کمدی تبدیل شد که بیش از یک میلیون نسخه فروش داشت. 
مارگارت هاجز افسانه را در کتابی درباره کودکان 1984 ( سنت جورج و اژدها ) با تصویرگری برنده مدال کالدکت توسط ترینا شارت هایمان بازگو کرد . 
سامانتا شانون رمان خود در سال 2019 The Priory of the Orange Orange را به عنوان "بازخوانی فمینیستی" از سنت جورج و اژدها توصیف می کند. 

## هرالدری

### نشان های ملی
Reggio Calabria حداقل از سال 1757 از سنت جورج و اژدها در آغوش خود استفاده کرد ، که برگرفته از نمادهای اولیه (قرن 15) بود که در مهر و موم شهر استفاده می شد. سنت جورج و اژدها شده است در به تصویر کشیده نشان ملی مسکو از اواخر قرن 18، و در نشان ملی گرجستان از سال 1991 (بر اساس یک نشان ملی در سال 1801 برای گرجستان در معرفی امپراتوری روسیه ). 

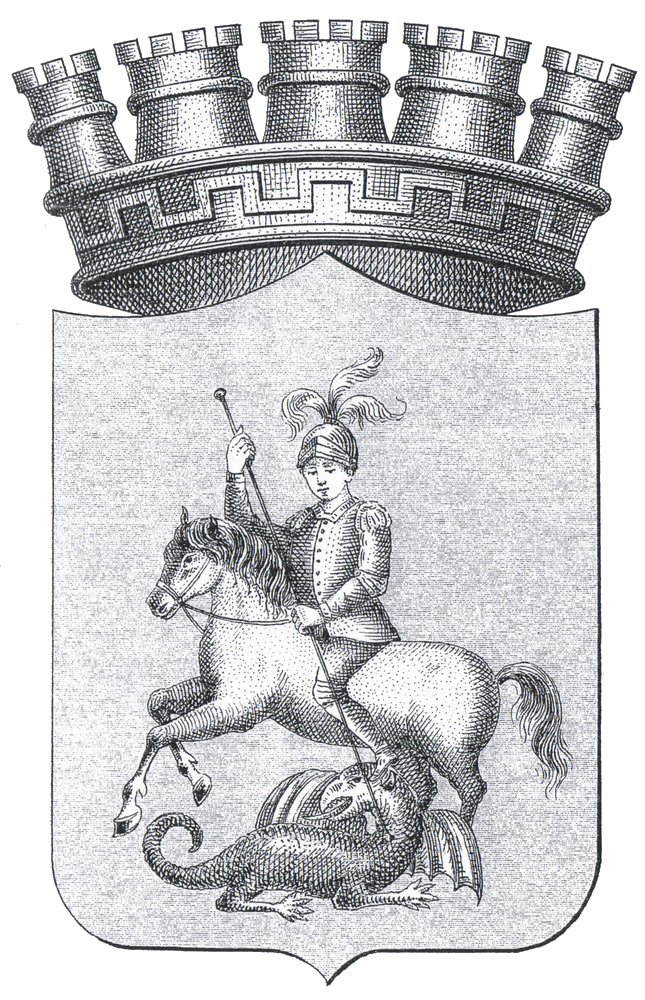
پالتوی Reggio Calabria (1896)
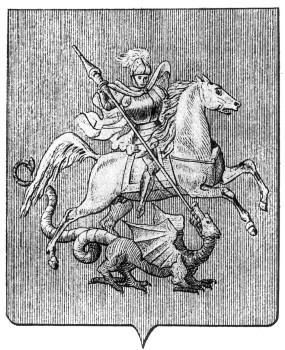
بازوی مسکو (1781)
پالتو مسکو (طراحی سال 1993)
آغوش گرجستان (2004)
پالتو استان کیف (1999)

نشان های رسمی استانی
- استان کیف ، اوکراین (1999)
- استان مسکو ، روسیه ( 2005 )

نمادهای رسمی شهری
- استرالیا : هورستویل

اسلحه های سلطنتی آراگون از موجودی پادشاه مارتین (1400 م.)

- اتریش : Pitten ، Sankt Georgen an der Gusen ، Sankt Georgen an der Leys ، Sankt Georgen an der Stiefing ، Sankt Georgen im Attergau ، Sankt Georgen ob Murau .
- کرواسی : Kaštel Sućurac .
- جمهوری چک : Brušperk .
- دانمارک : هولشتبرو .
- فرانسه : آیدیلس ، کولیلی-پونت-اکس-دیمز ، لیگزدورف ، مولان ، موسیدان ، سن ژرژ (موزل) ، سن ژرژ-آرمونت ، سنت ژرژ-d'Espéranche ، سنت ژرژ-d'Oléron ، سن ژرژ -d'Orques ، Saint-Georges-de-Reintembault ، Saint-Georges-du-Bois ، Saint-Georges-du-Vièvre ، Saint-Georges-sur-Baulche ، Saint-Georges-sur-Loire ، Saint-Jurs ، Saorge ، Sospel ، Villeneuve-Saint-Georges .
- آلمان : Bürgel ، Hattingen ، Mansfeld ، Rittersbach ، St. Georgen im Schwarzwald ، Schwarzenberg .
- مجارستان : Bácsszentgyörgy ، Balatonszentgyörgy ، Borsodszentgyörgy ، Dunaszentgyörgy ، Homokszentgyörgy ، Pécsvárad ، Szentgyörgyvár ، Szentgyörgyvölgy ، Tatárszentgyörgy .
- ایتالیا : رجیو کالابریا
- لیتوانی: ماریامپوله ، پرینای ، وارنیای .
- هلند : ریدرکرک ، تربورگ .
- لهستان : Brzeg Dolny ، Dzierżoniów ، Milicz .
- رومانی: سوکیوا ، سفنتو گئورگه .
- روسیه : مسکو
- صربستان : Srpski Krstur .
- اسلواکی : Svätý Jur .
- اسلوونی: Šentjur
- اسپانیا: الکالا دو لاس گازولس ، گلسالبو ، Puentedura .
- سوئیس : کاستیل ، کالبربون ، روچین ، سن جورج ، شلانز ، اشتاین ام راین ، والتنسبورگ / وورز .
- اوکراین: لیوبومل ، نیژین ، Taikury ، ولدیمیر-وولینسکیی .

### پرچم ها

استاندارد ژنرال یونانی مارکوس بوتاریس
استاندارد امپراتوری Haile Selassie اول اتیوپی (معکوس)

### نشان های نظامی
- پرچمهای هنگ ارتش هلنی (1864)
- نشان رژیم سلطنتی فسیلهای (1968)

## یادداشت ها
1. ↑  Caxton gives "with his spear", but Latin text gives lanceam fortiter vibrans.
2. ↑  Caxton gives "meek beast," but Latin text gives "mansuetissima canis (tamest dog)".
3. ↑  Latin text gives XX thousand.
4. ↑  St. George is supposed to have been martyred as a virgin according to his hagiography.